# H. H. Franklin Manufacturing Company

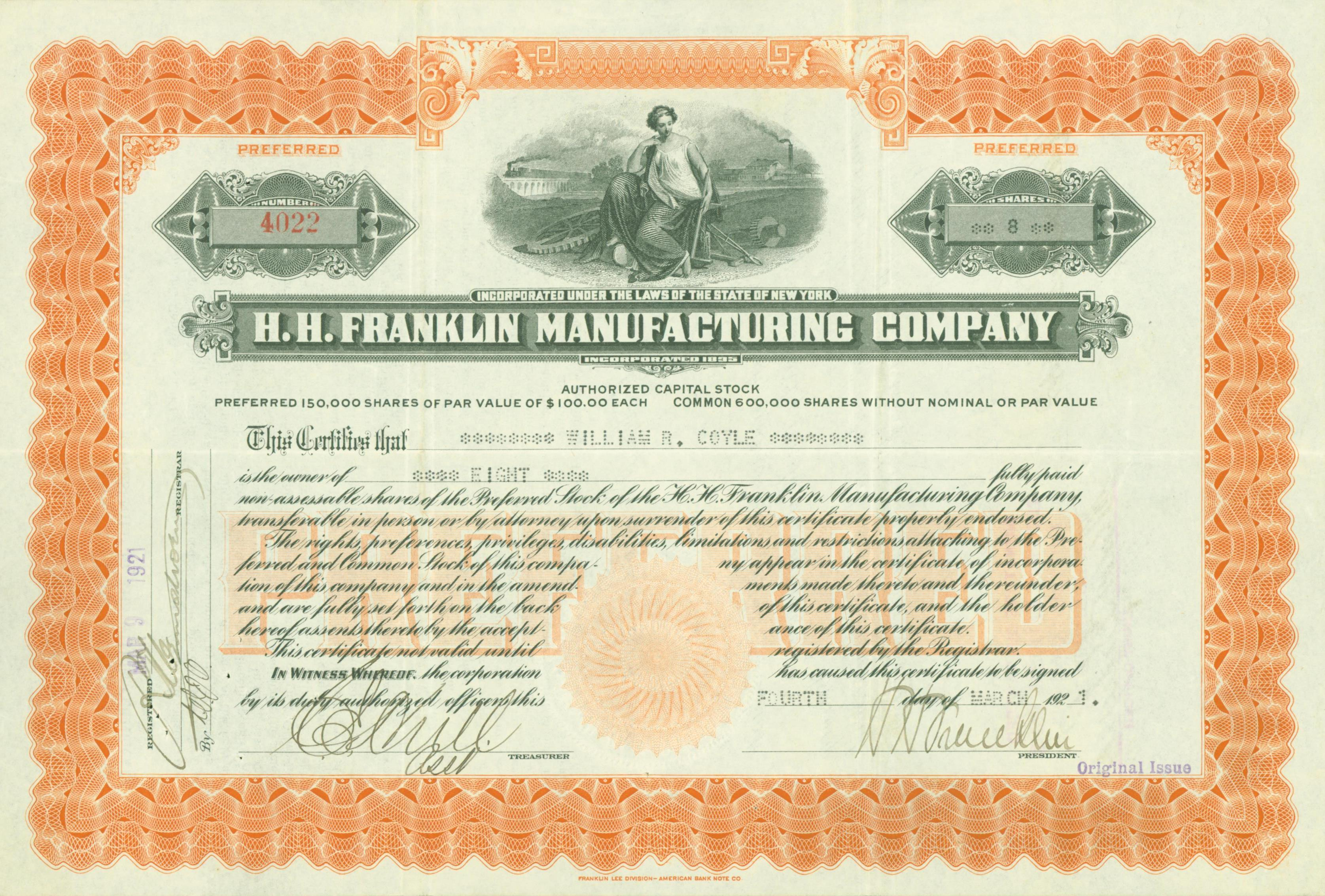
Aktie der H. H. Franklin Manufacturing Company vom 4. März 1921

Franklin von 1904

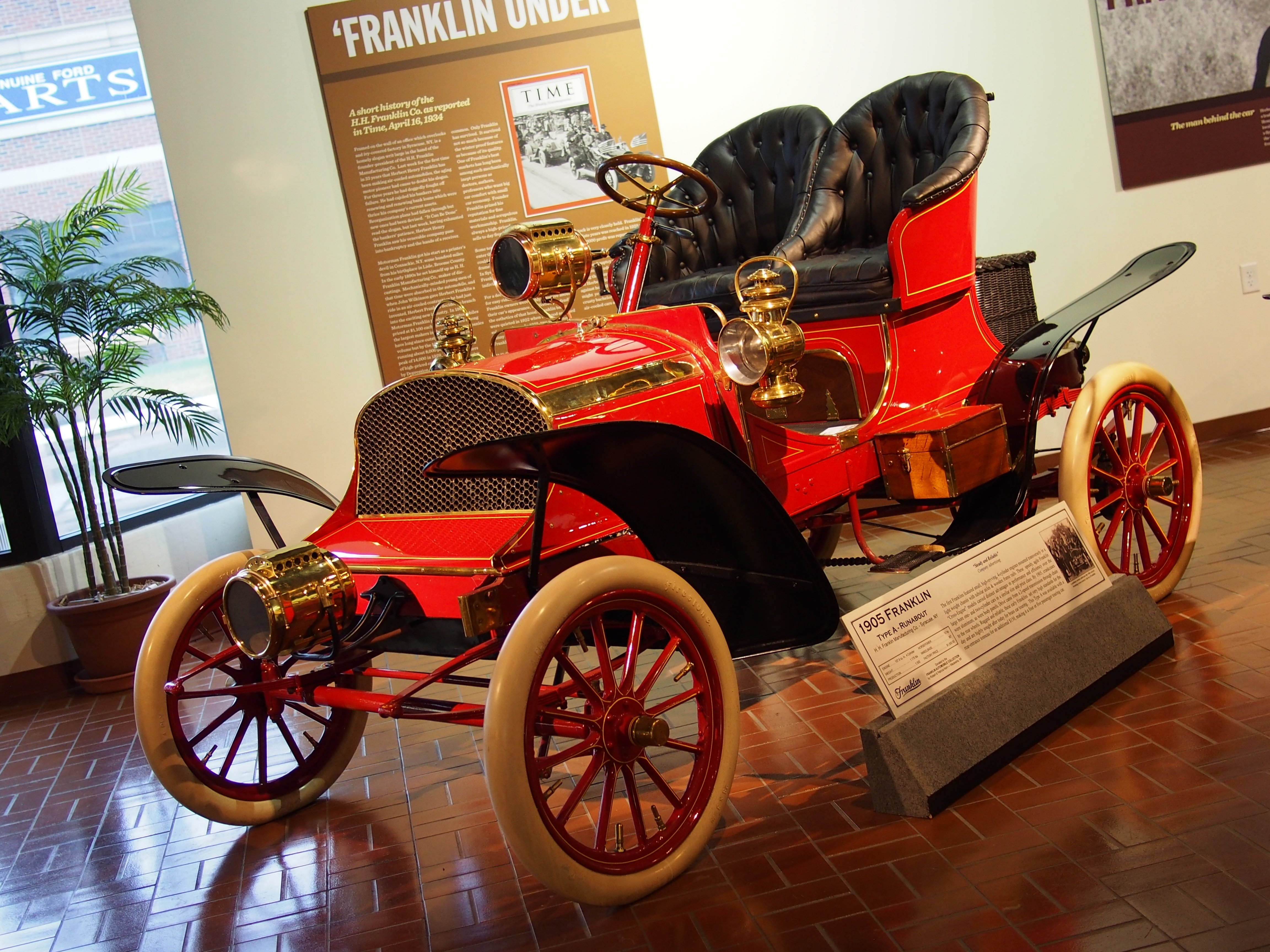
Franklin Type A von 1905

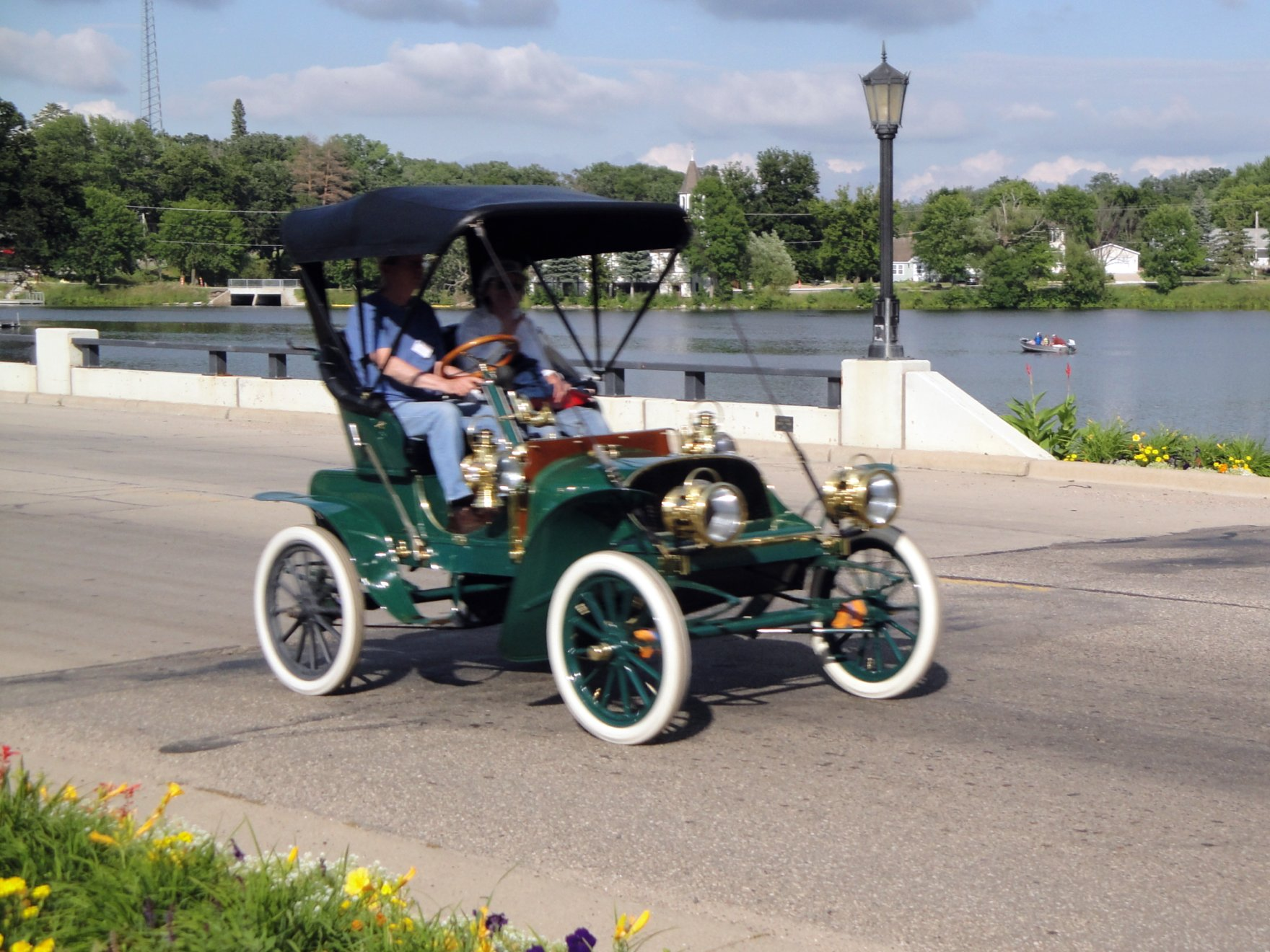
Franklin Type E von 1905

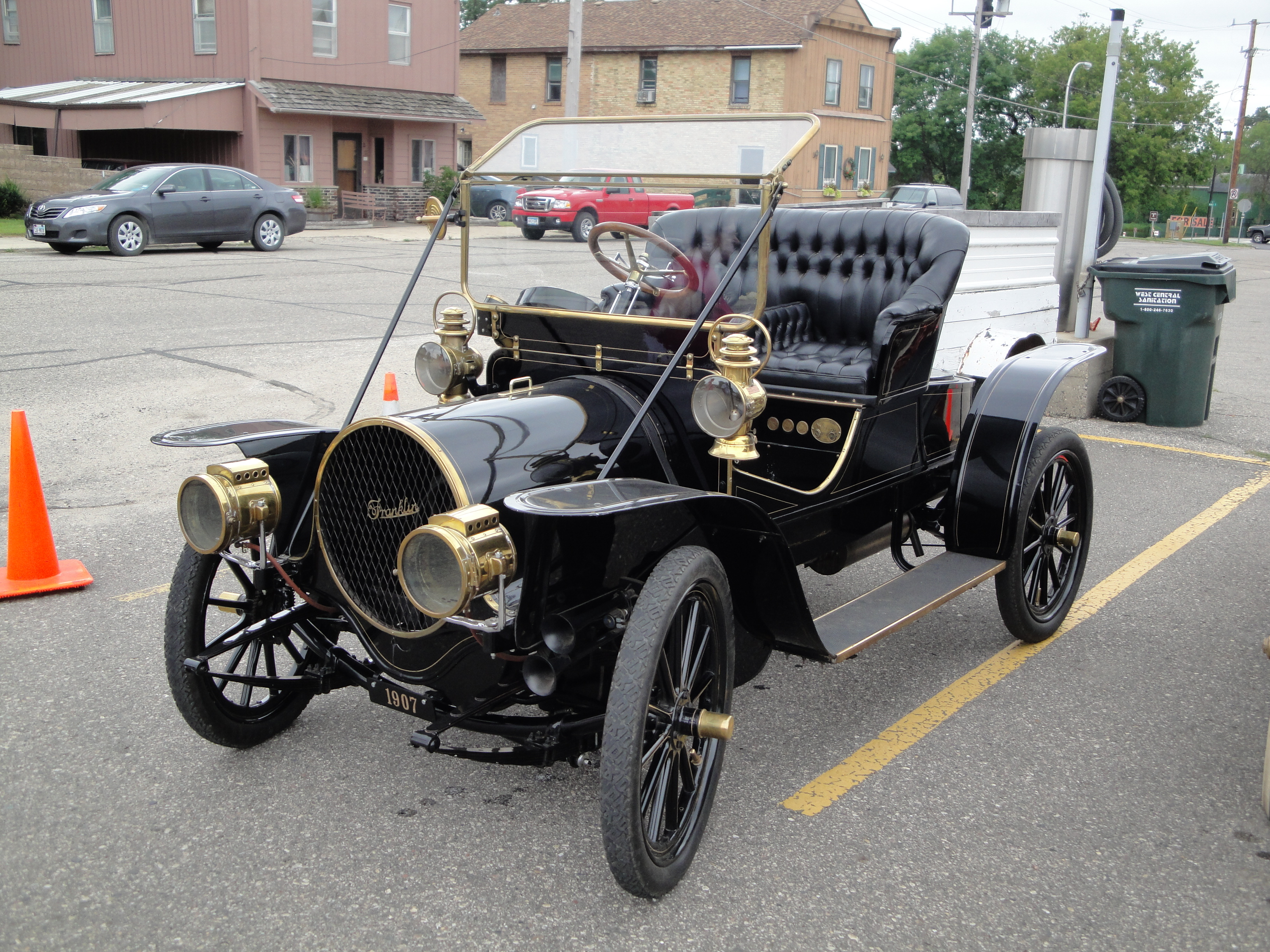
Franklin Model G von 1907

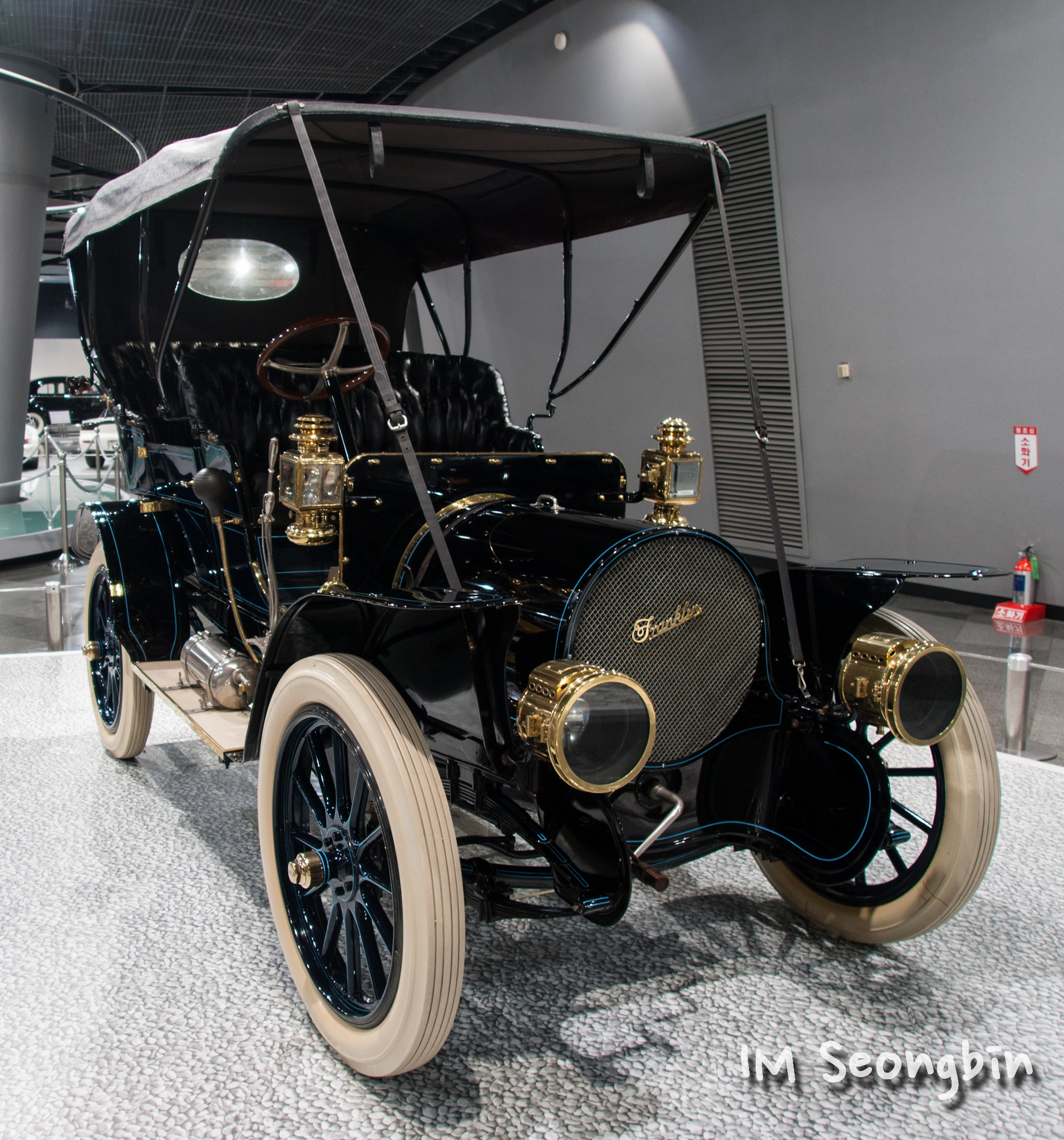
Franklin Model G von 1910

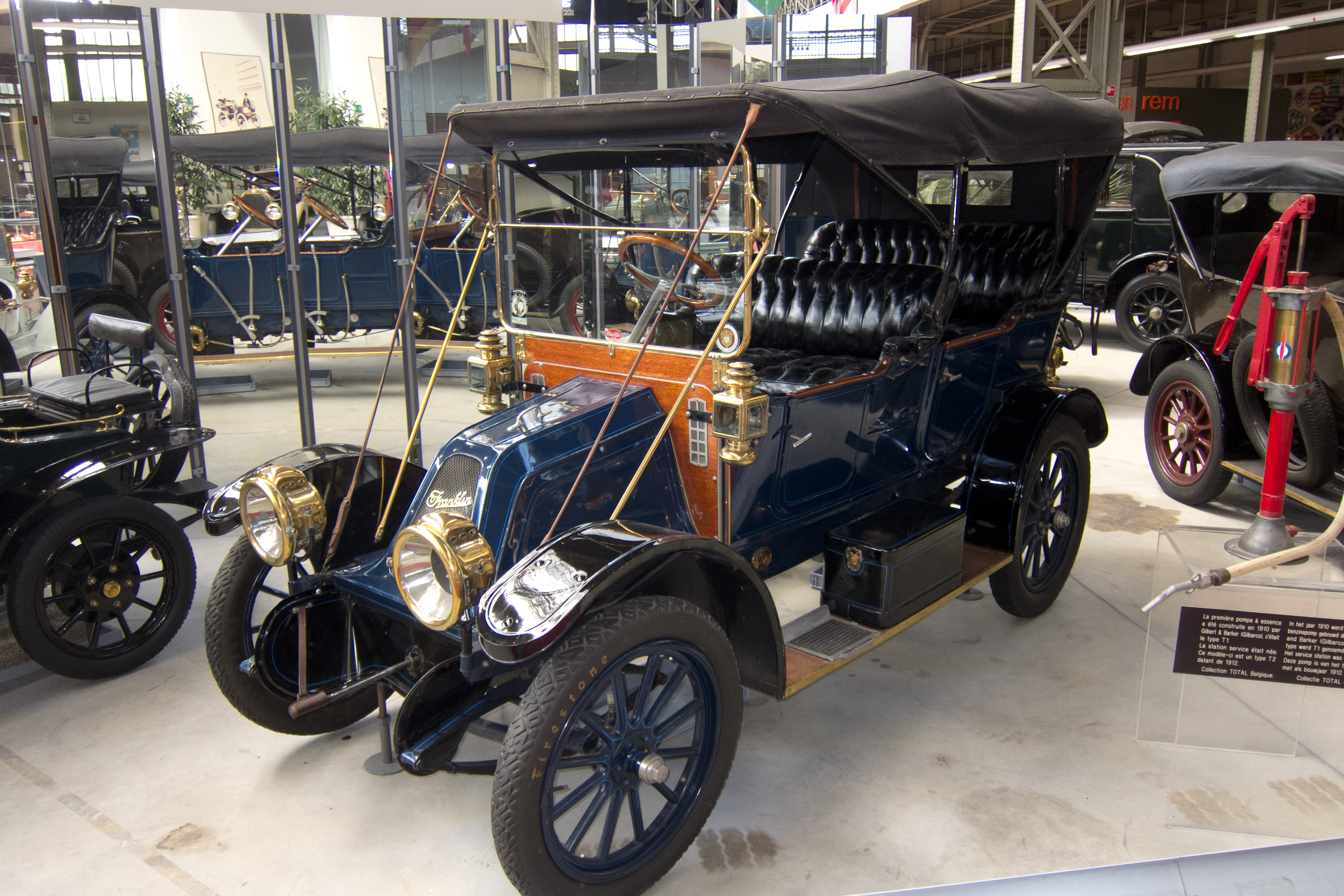
Franklin Model D von 1911

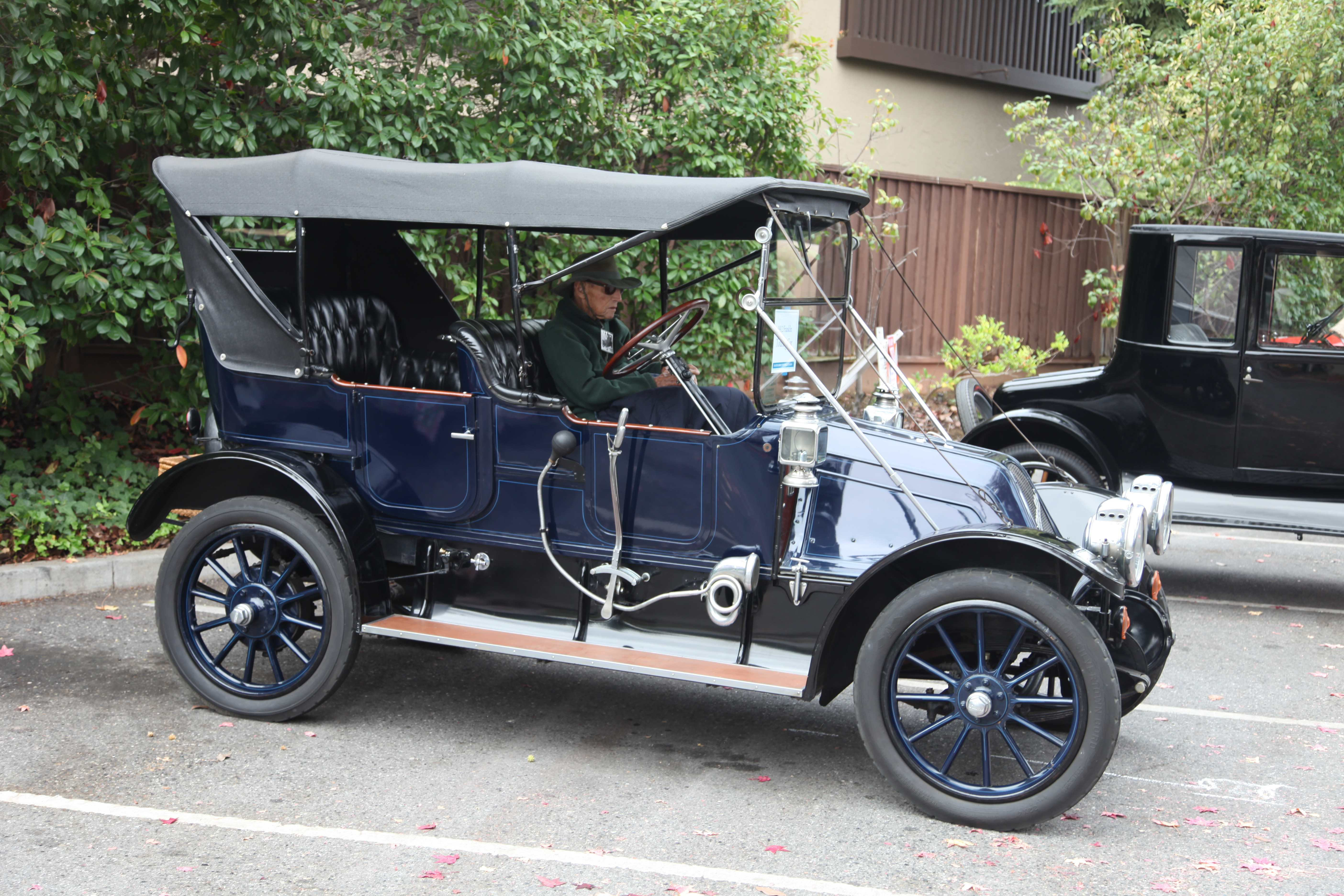
Franklin Model D von 1912

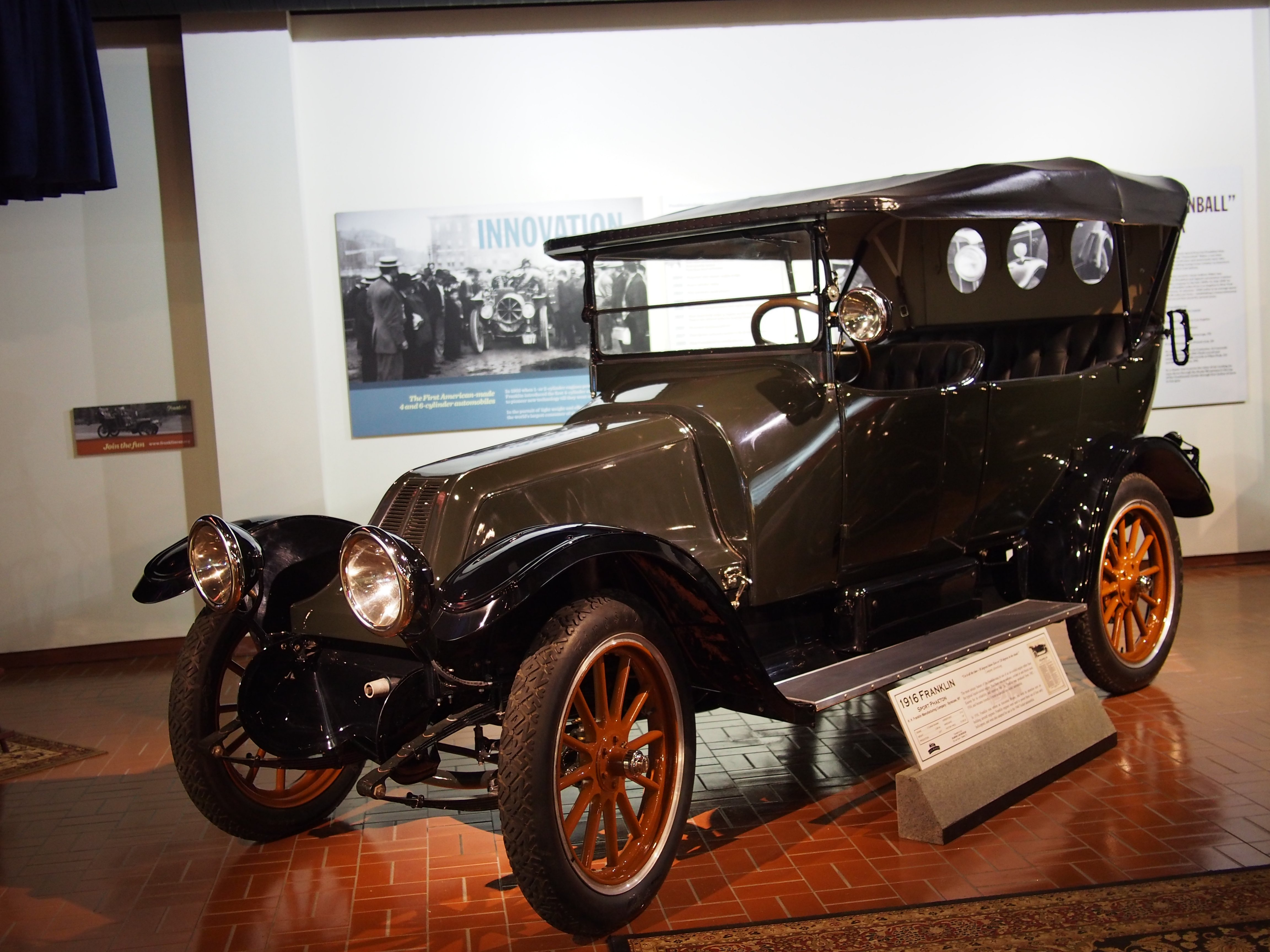
Franklin Model Six-30 von 1916

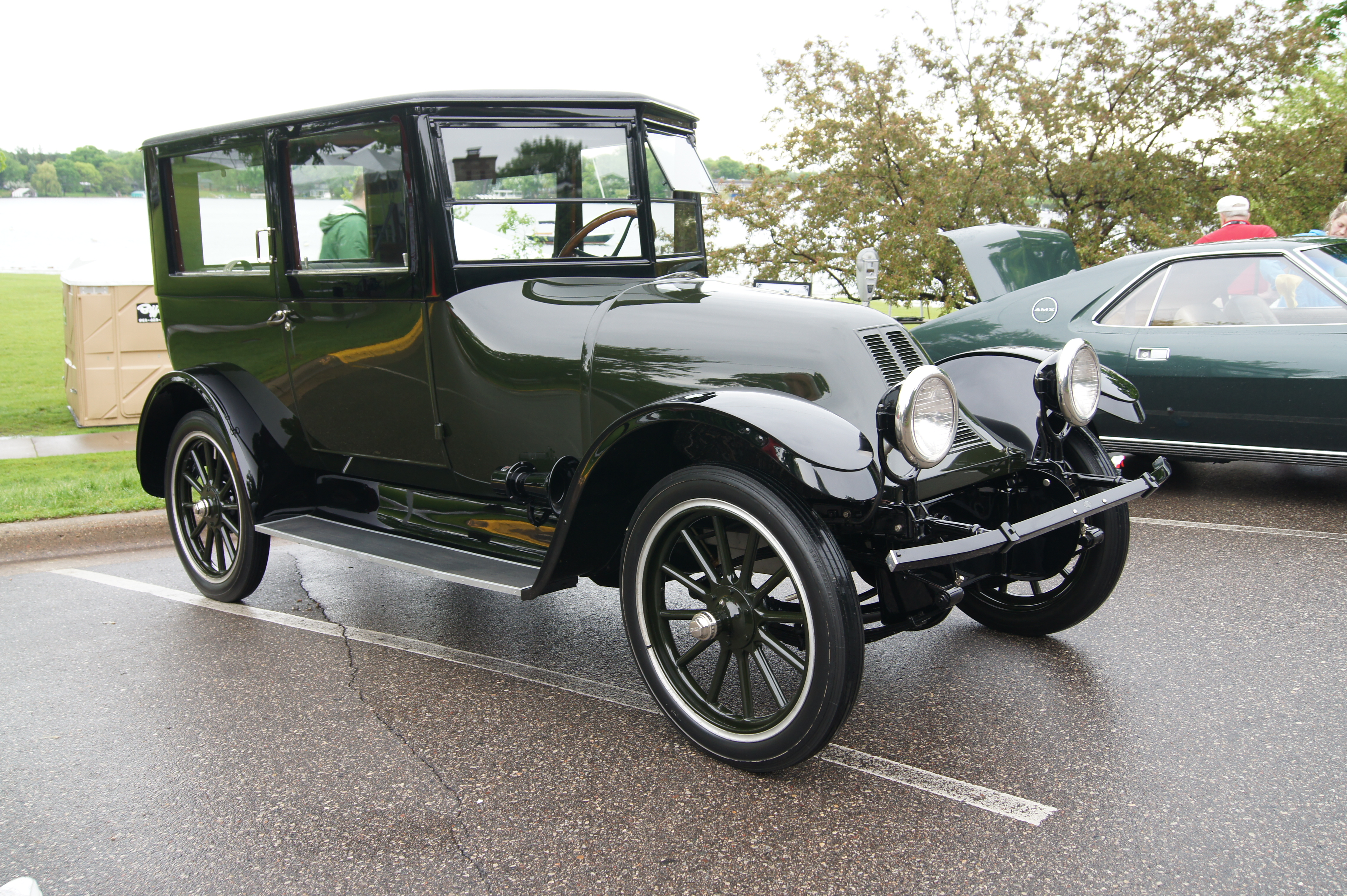
Franklin Series 9 von 1919

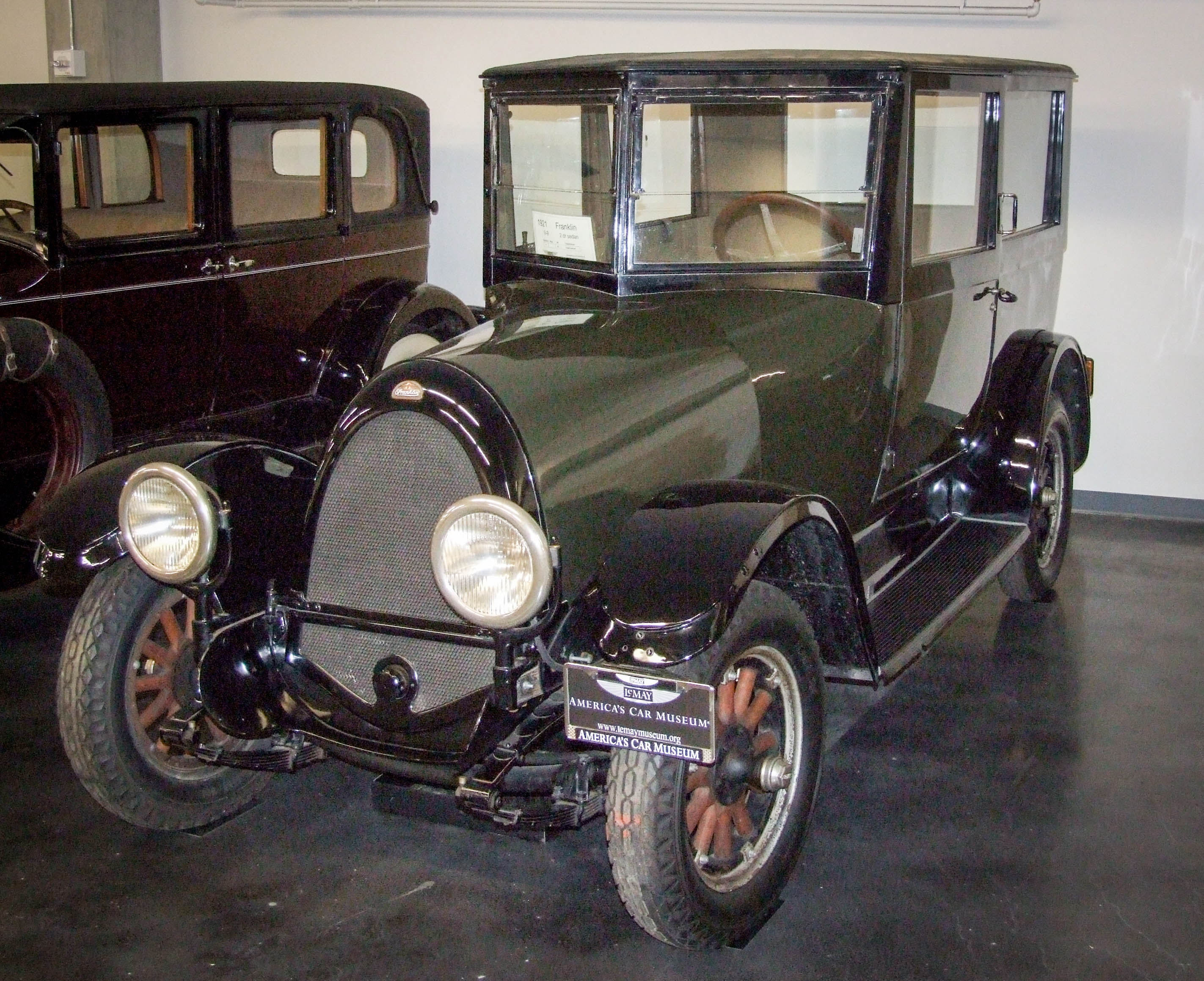
Franklin Series 9-B von 1921

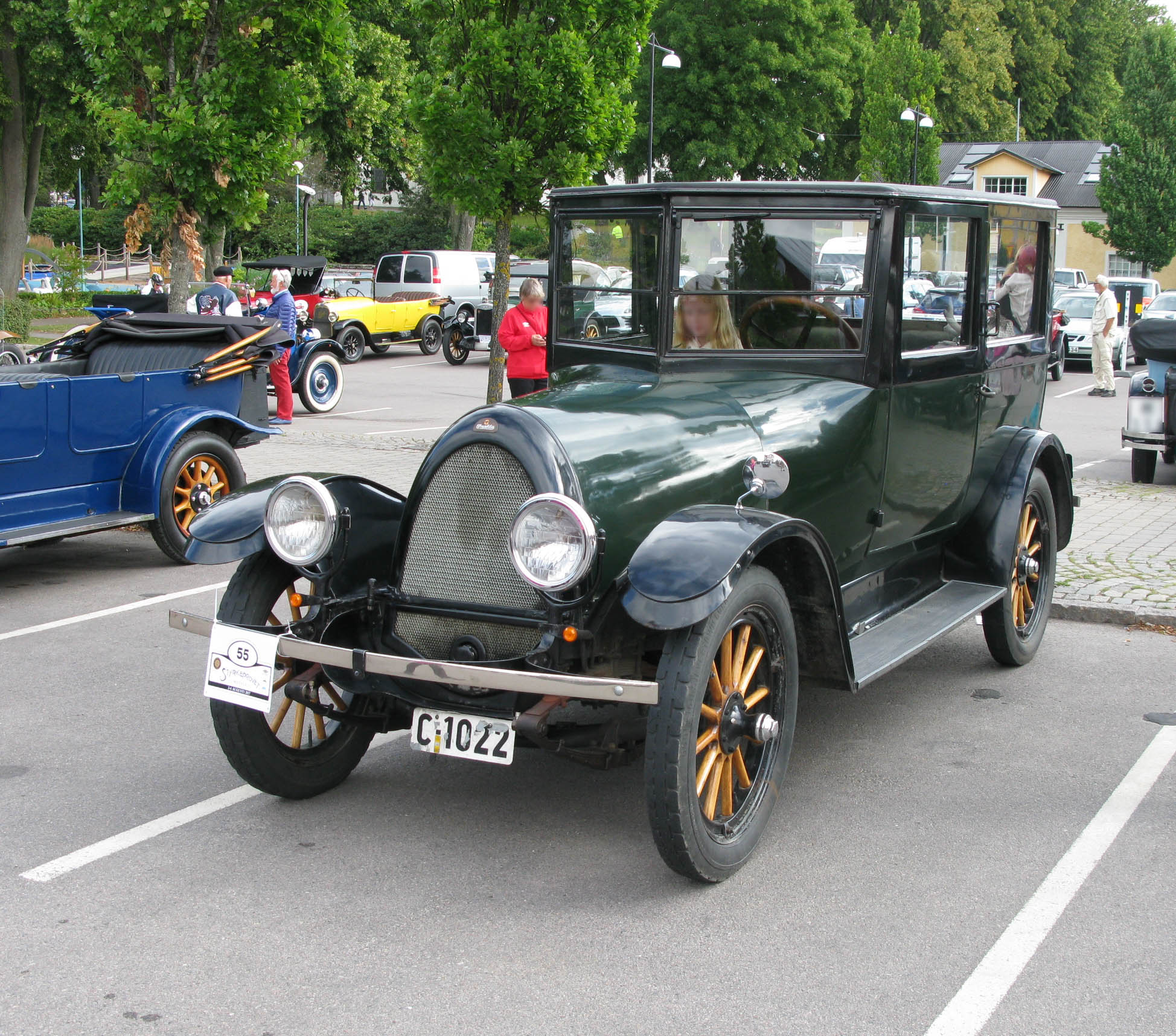
Franklin Series 9-B von 1922

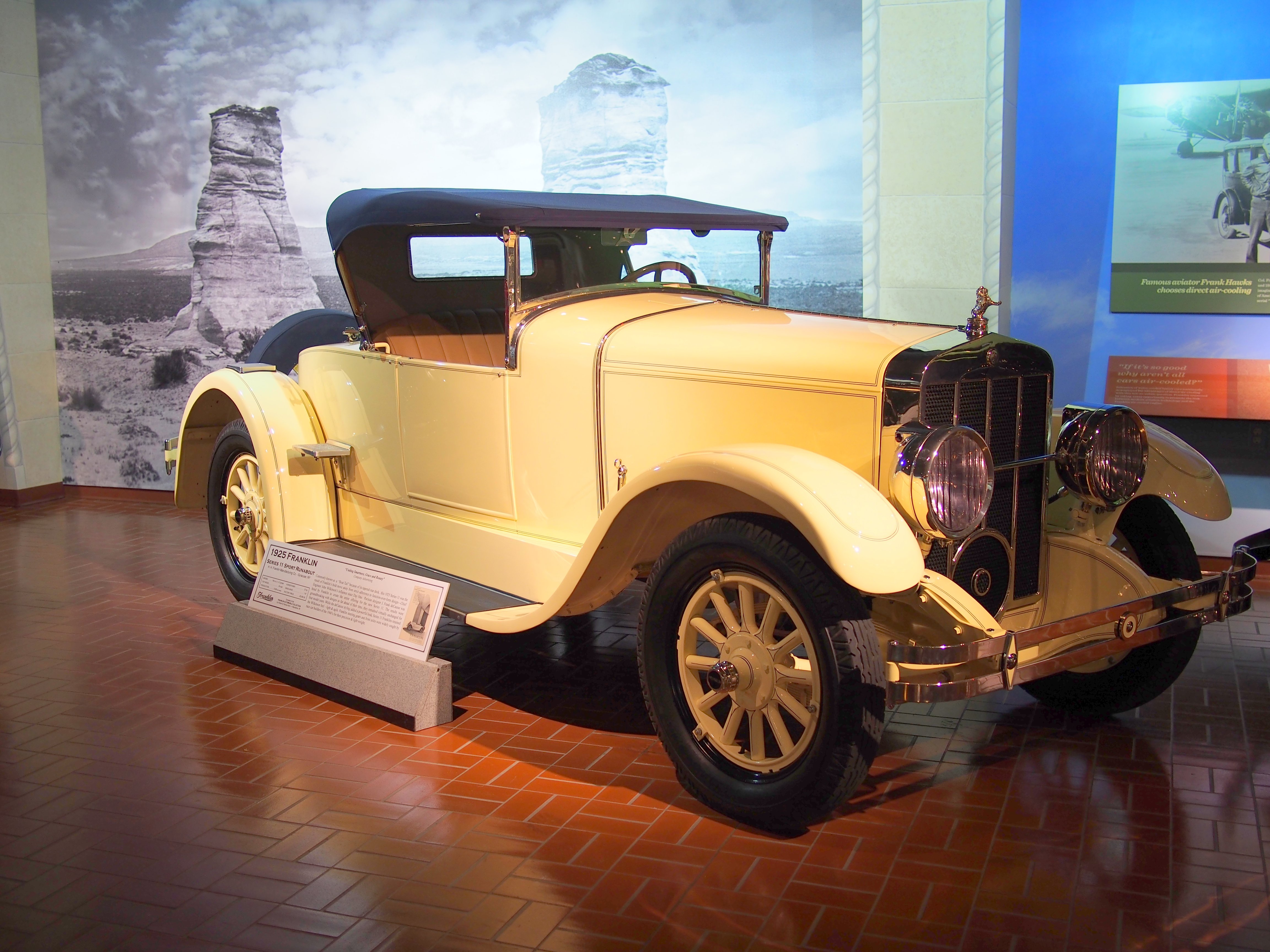
Franklin Model 11 von 1925

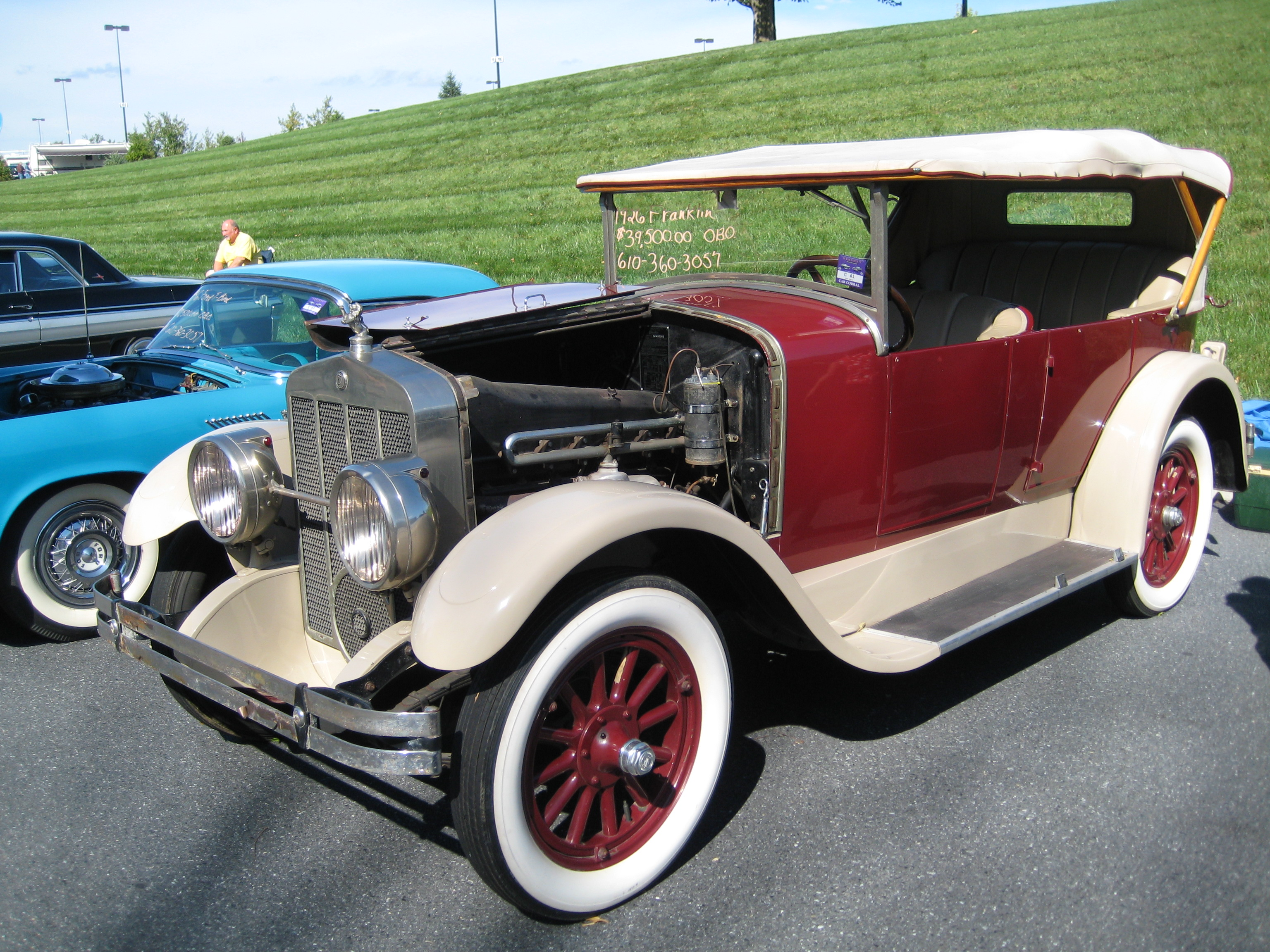
Franklin Model 11-A von 1926

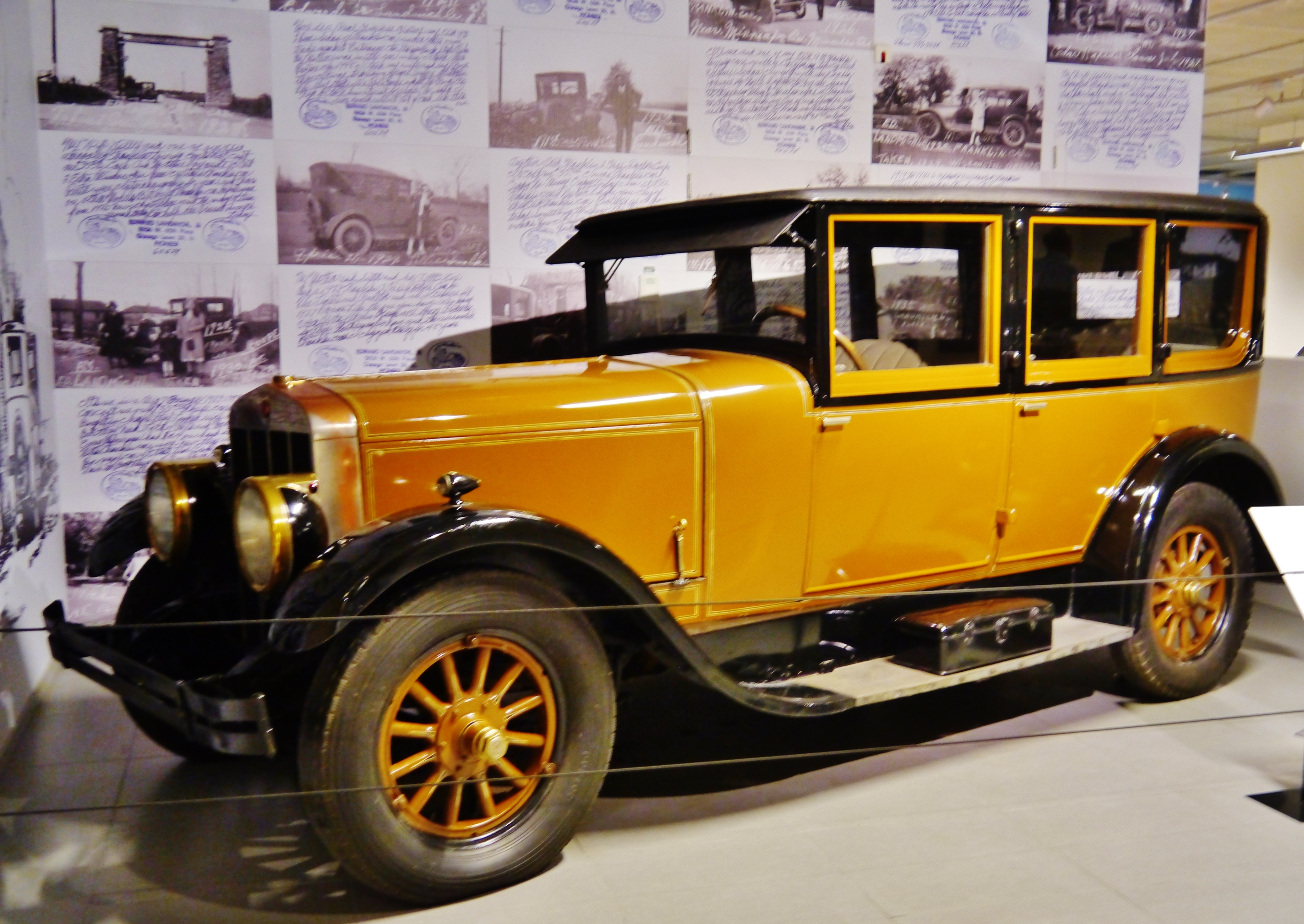
Franklin Model 11-B von 1927

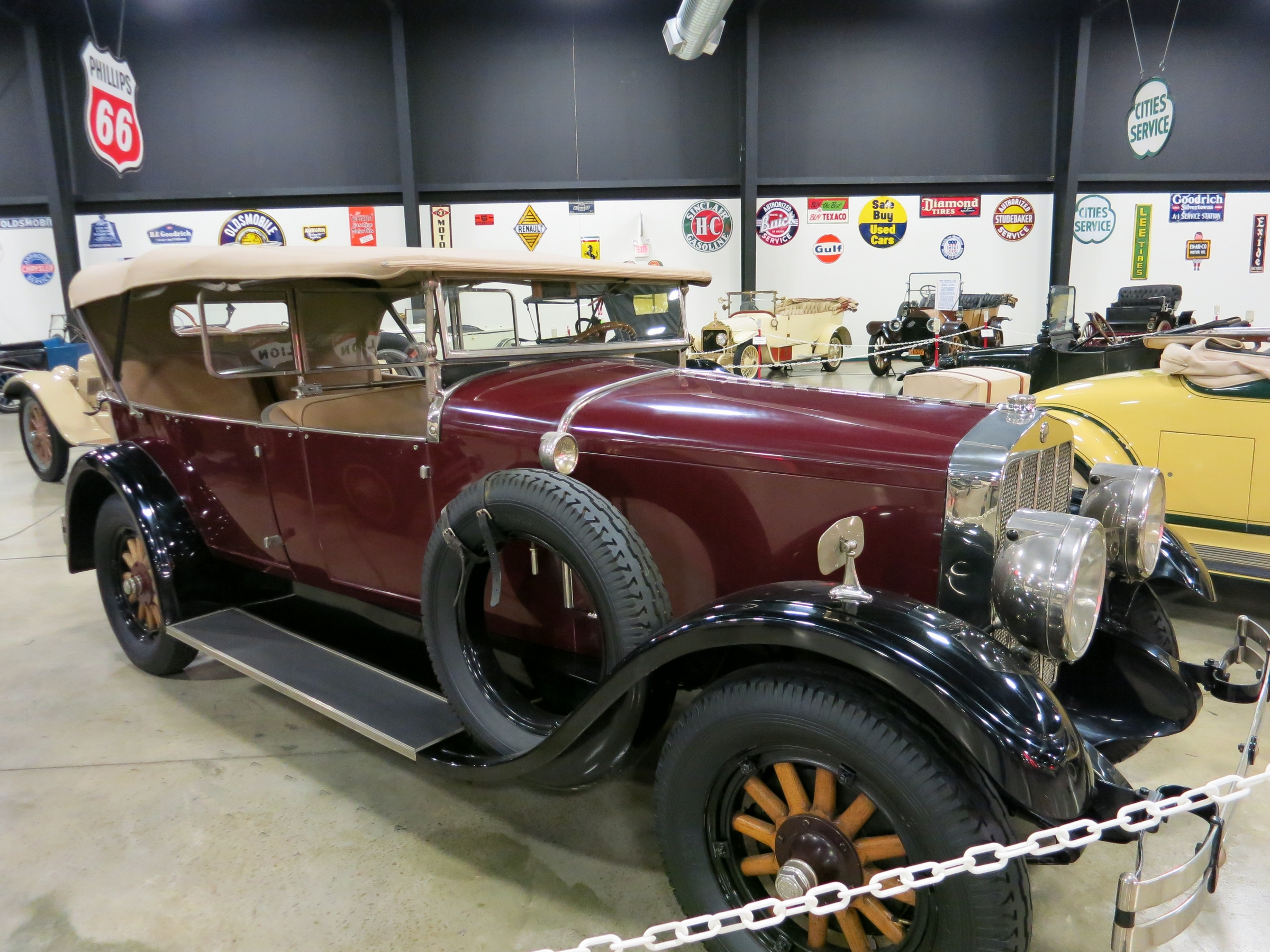
Franklin Airman von 1928

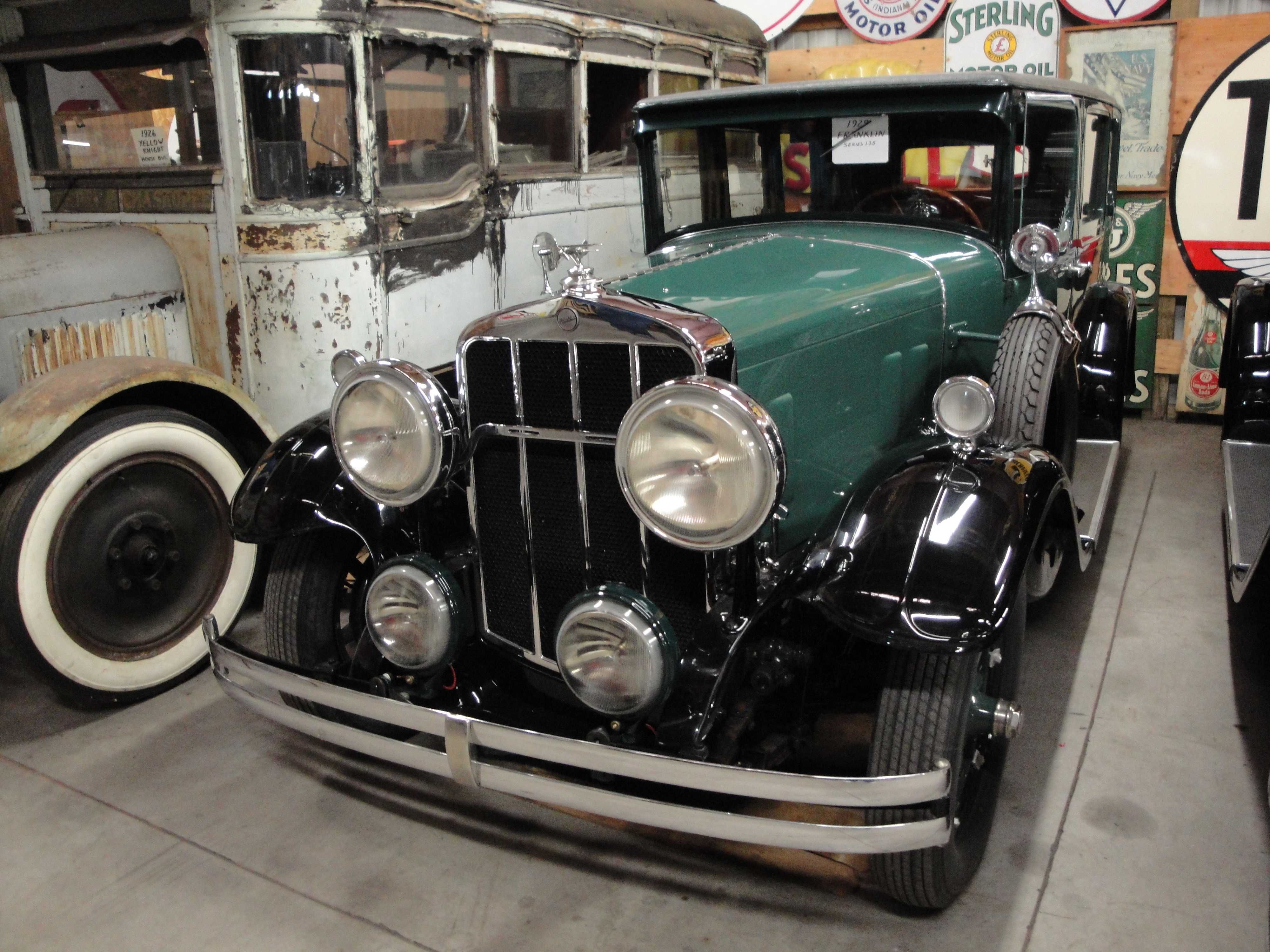
Franklin Model 135 von 1929

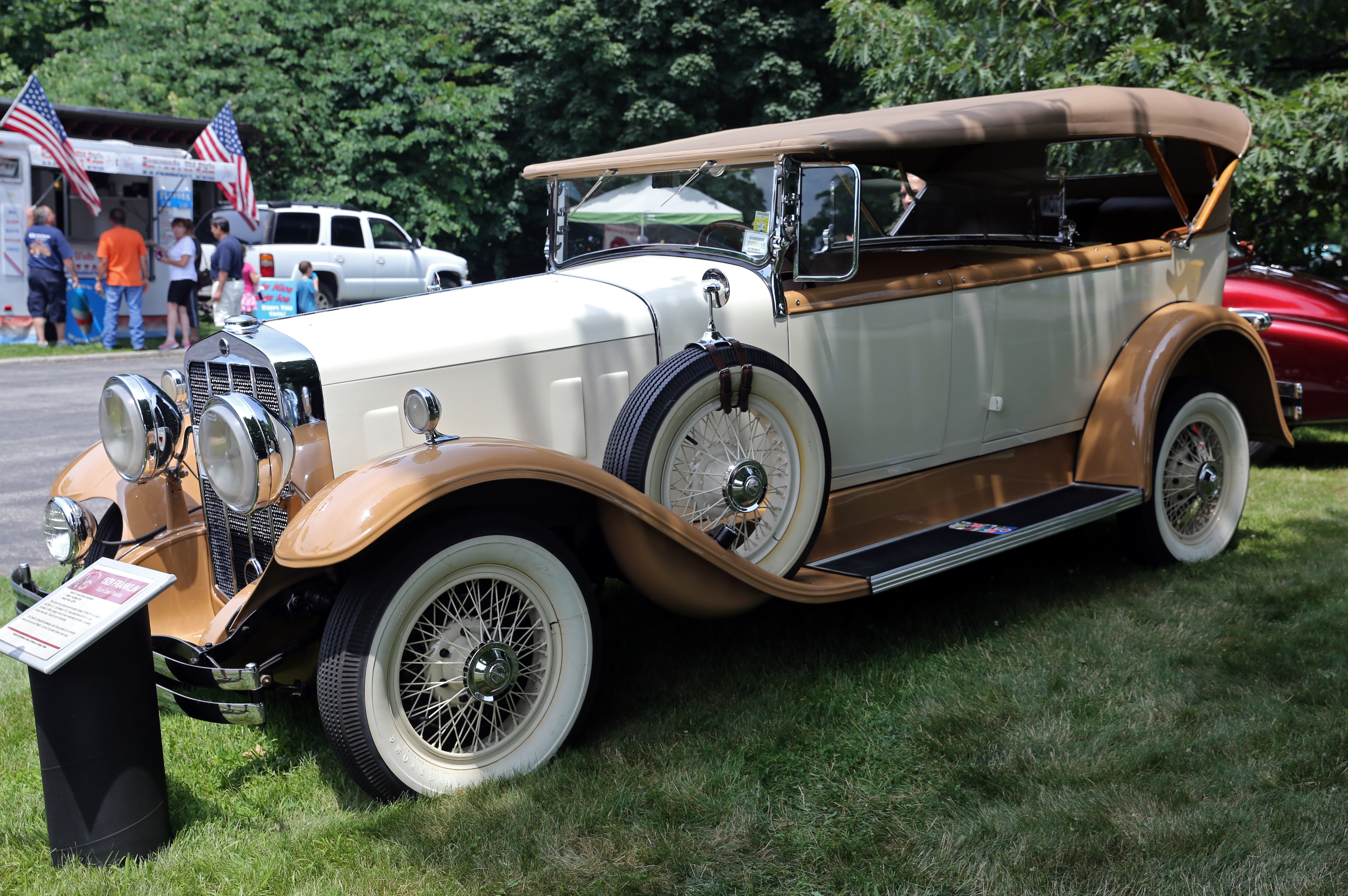
Franklin Model 137 von 1929

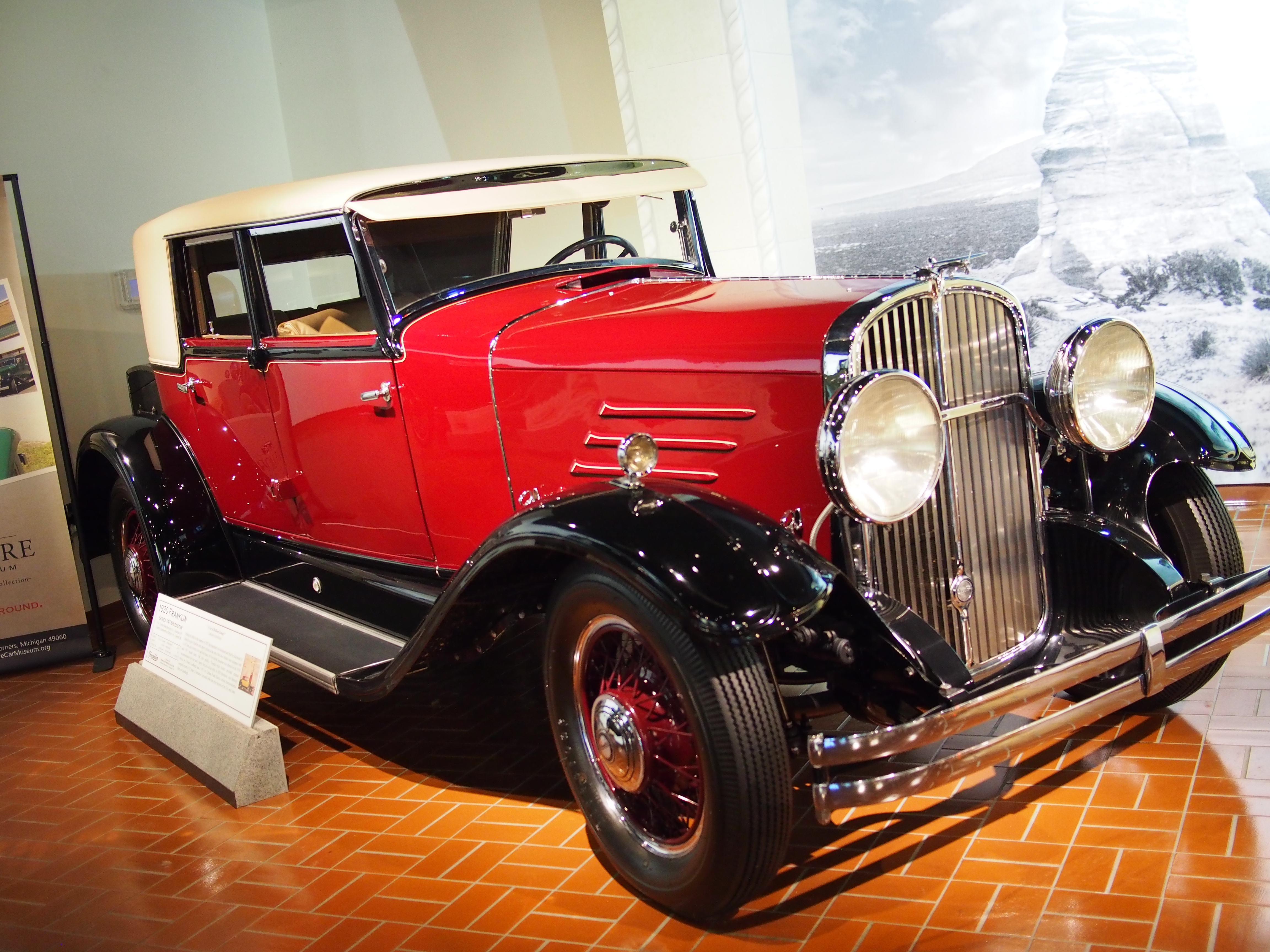
Franklin Model 147 von 1930

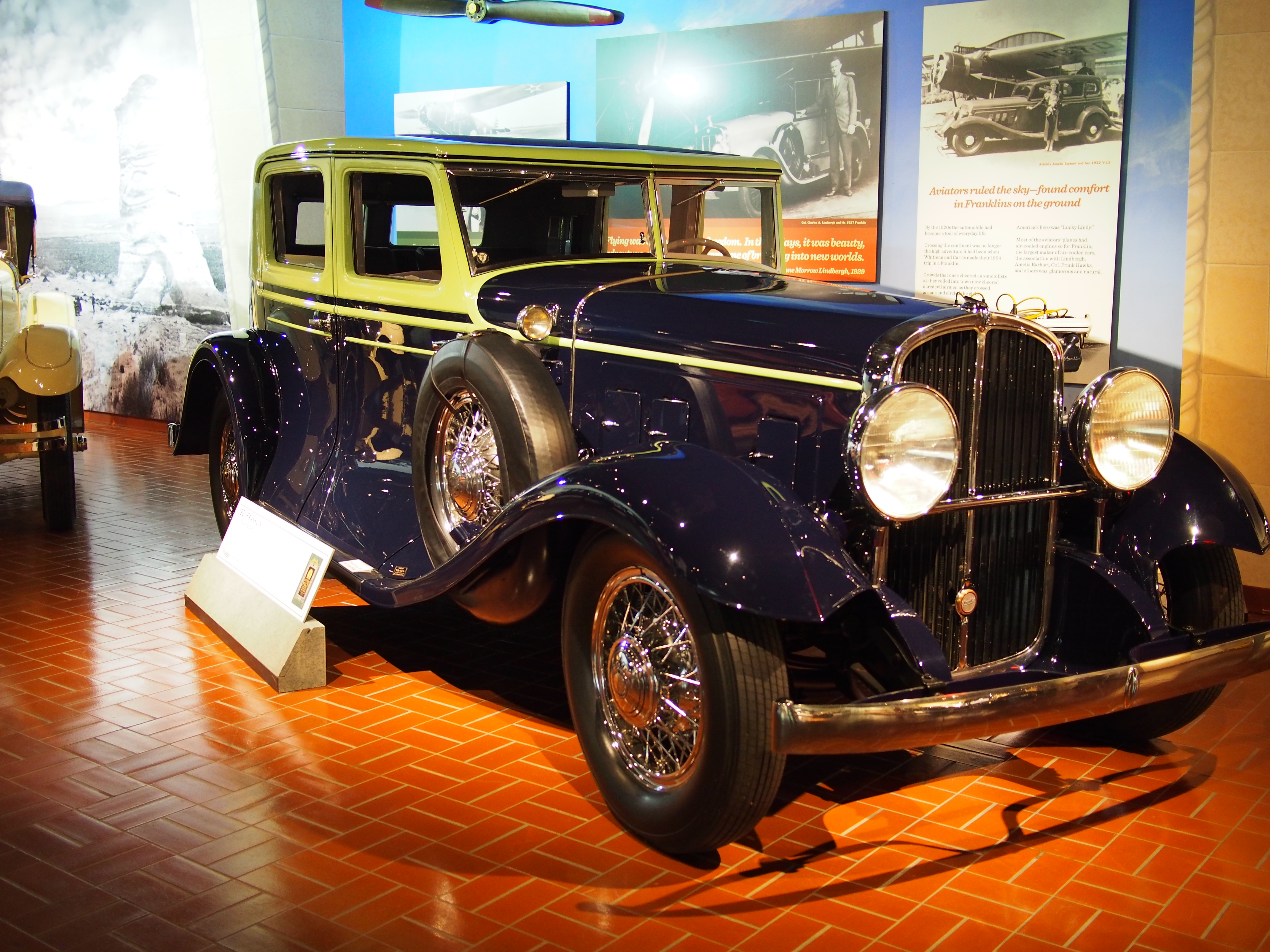
Franklin Series 15 von 1931

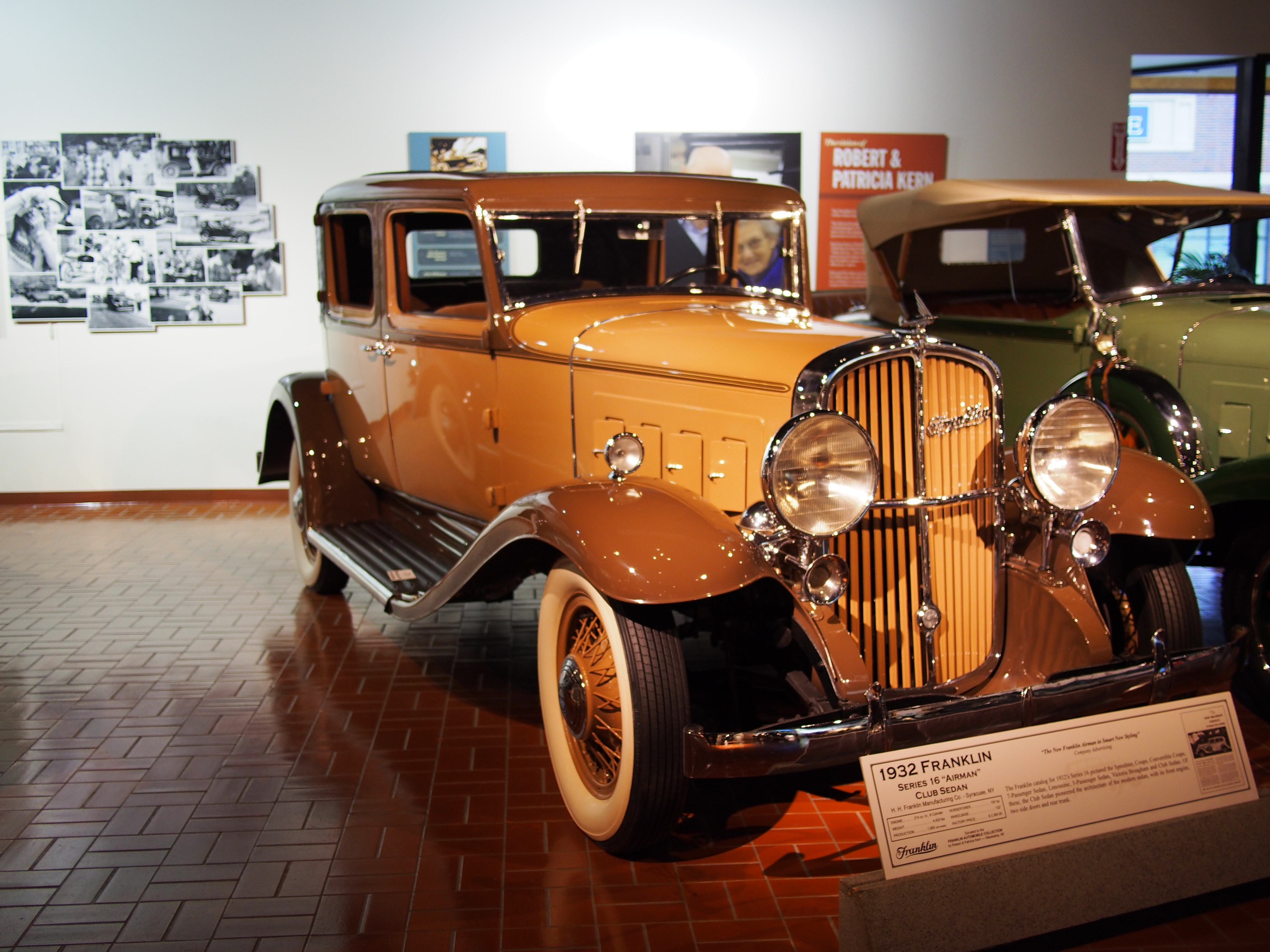
Franklin Airman von 1932

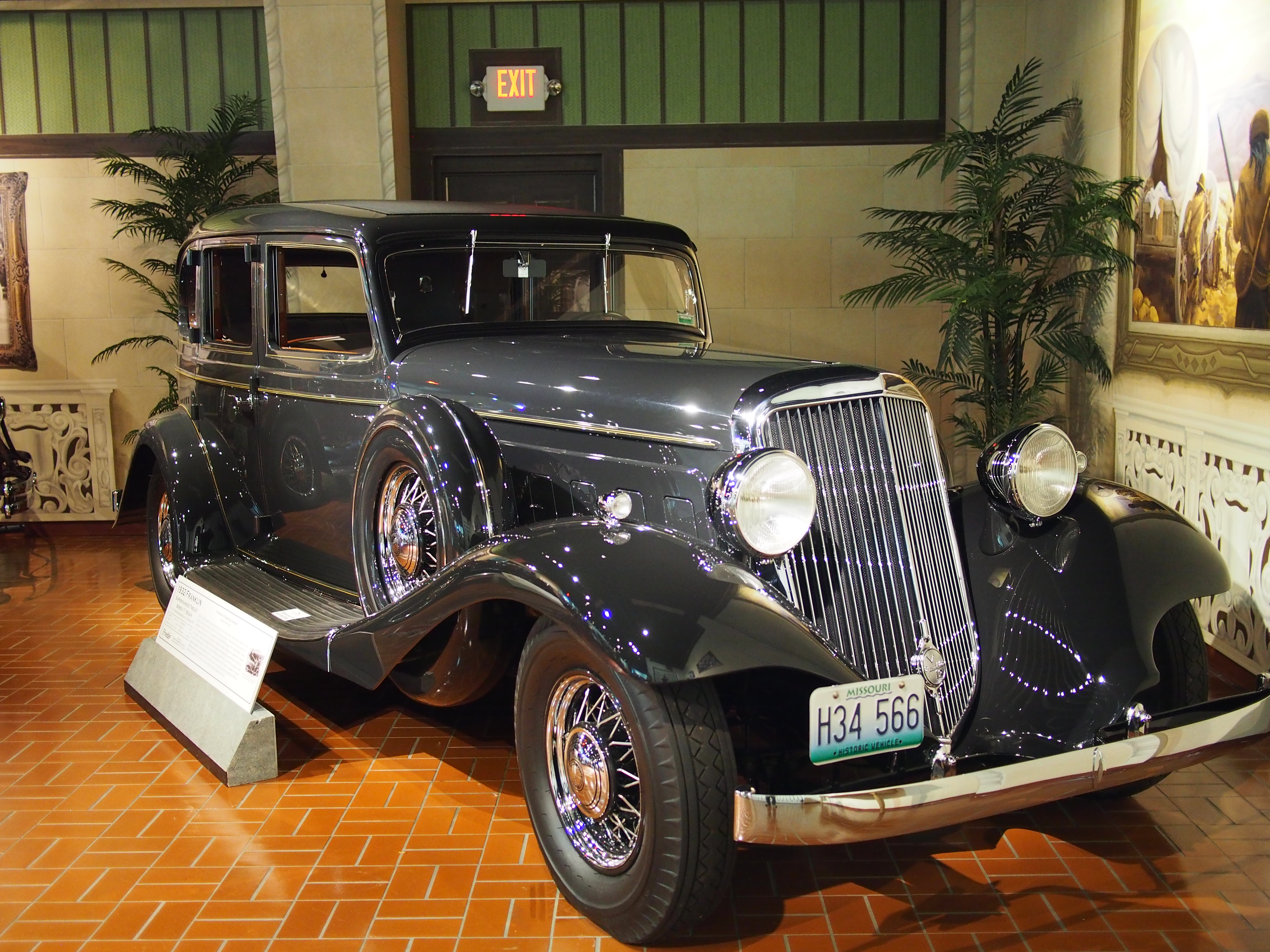
Franklin Twelve von 1932

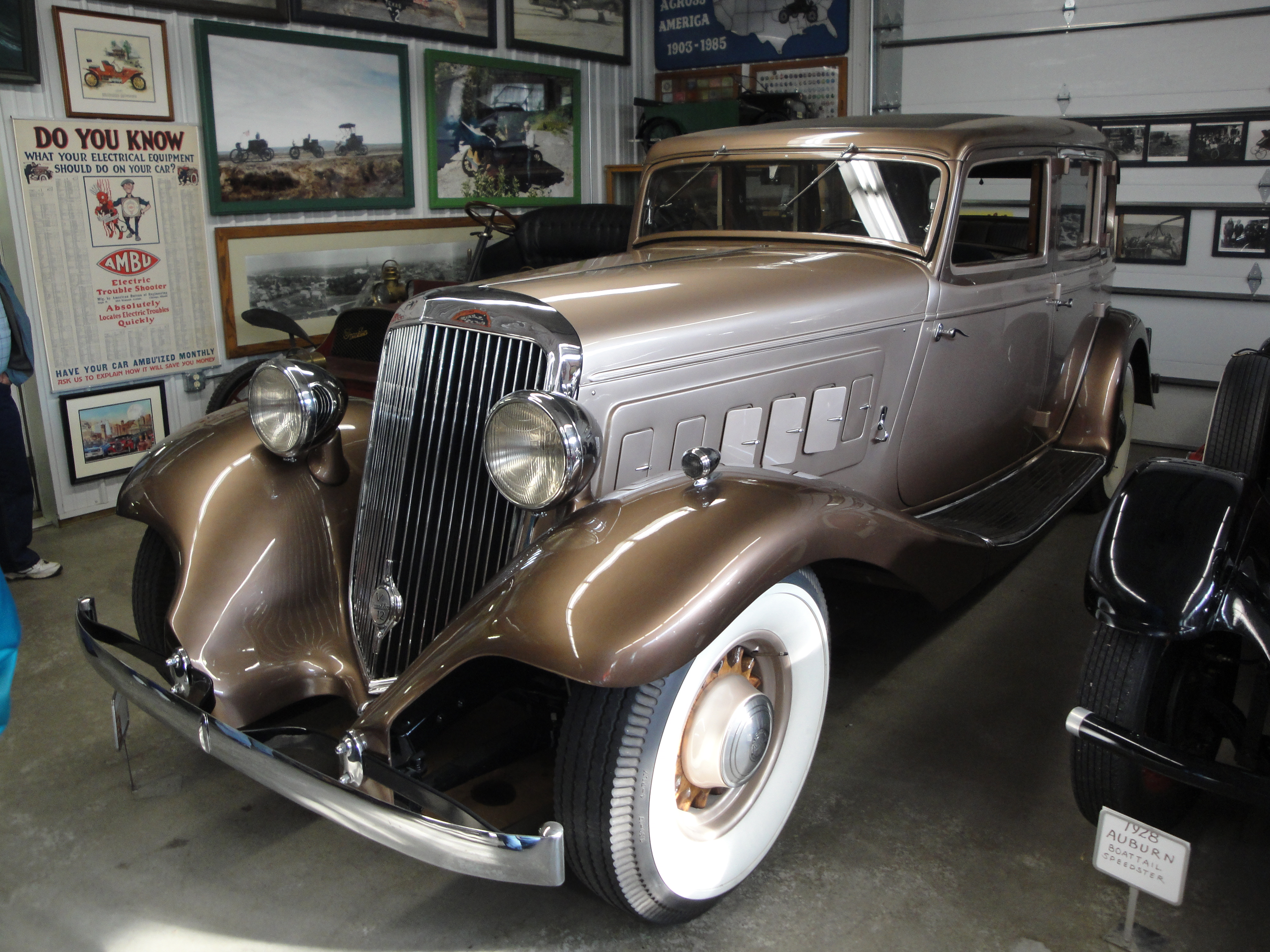
Franklin Twelve von 1933

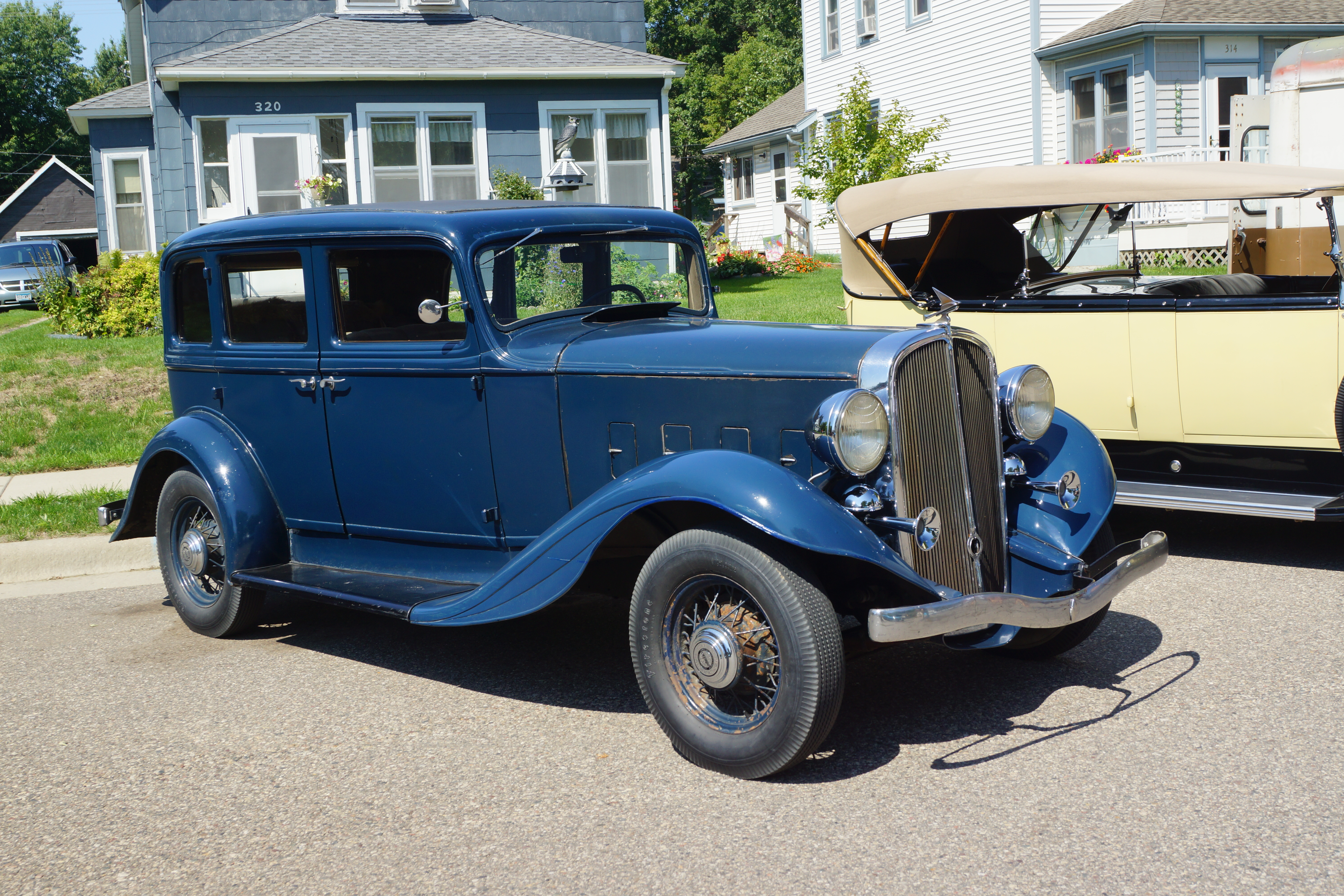
Franklin Olympic von 1934

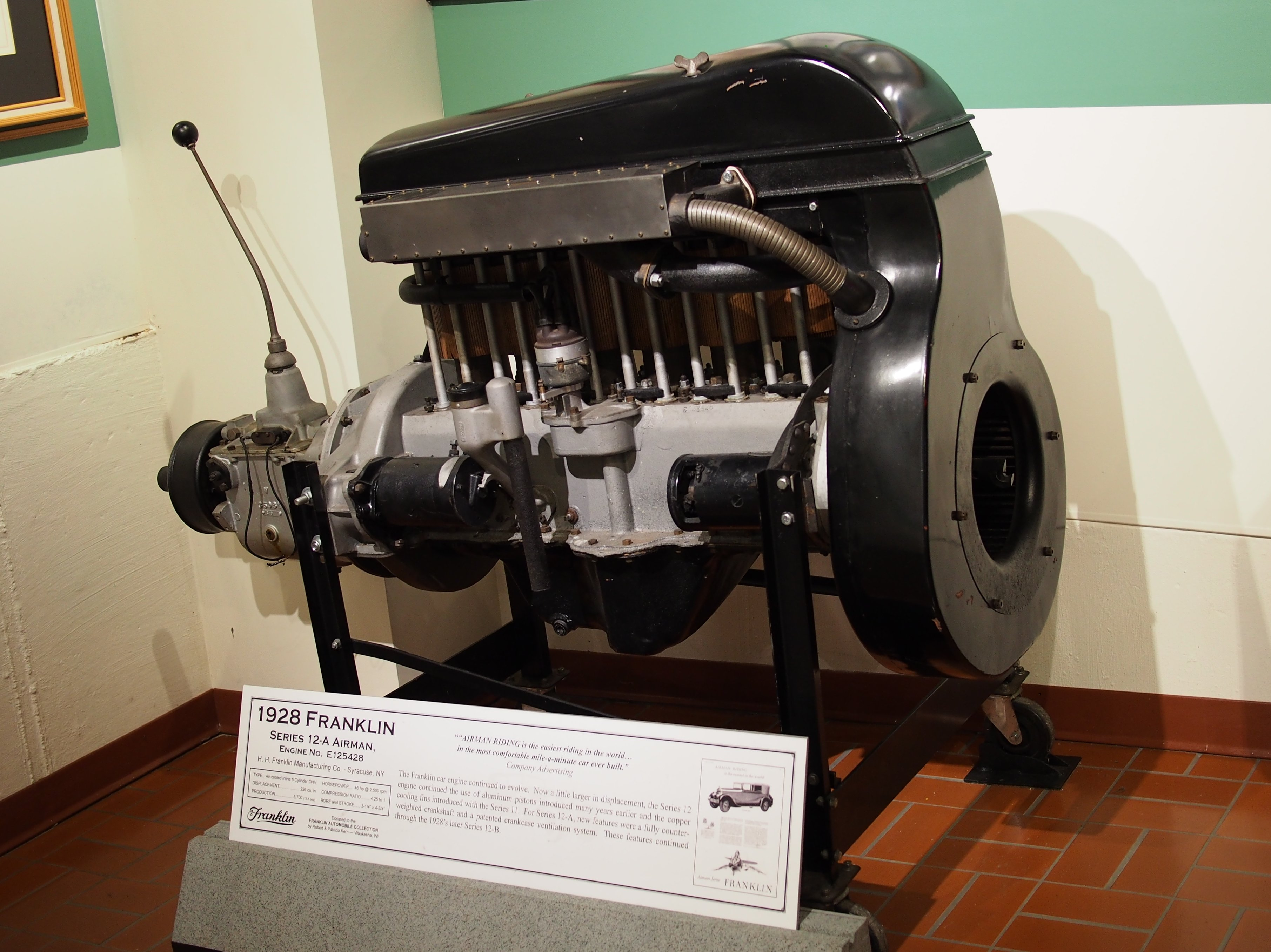
Sechszylindermotor eines Franklin Airman von 1928

H. H. Franklin Manufacturing Company war ein US-amerikanischer Hersteller von Automobilen.

## Unternehmensgeschichte
Herbert H. Franklin gründete 1893 das Unternehmen. Der Sitz war in Syracuse im US-Bundesstaat New York. Zunächst war es im Bereich Druckguss tätig.
Der junge Ingenieur John Wilkinson kam von der Cornell University. Er hatte 1901 zwei Prototypen für die New York Automobile Company hergestellt, die daran allerdings nicht interessiert waren und ihn nicht bezahlten. Der Investor Alexander T. Brown sorgte dafür, dass Wilkinson mit Franklin in Kontakt kam. Der war von den Fahrzeugen begeistert, stellte Wilkinson ein, übernahm die New York Automobile Company und begann mit der Produktion von Automobilen. Der Markenname lautete Franklin. Am 23. Juni 1902 wurde das erste Fahrzeug verkauft. Käufer war S. G. Averill aus New York City. Im gleichen  Jahr folgten zwölf weitere Fahrzeuge.
Die jährlichen Produktionszahlen stiegen ständig bis 1907 und beliefen sich während der Jahre 1908 bis 1914 im Bereich von 1500 bis 2400 Fahrzeugen. Ab 1915 stiegen die Zahlen wieder. 1920 entstand erstmals eine fünfstellige Anzahl an Fahrzeugen.
Zwischen 1905 und 1912 entstanden auch Nutzfahrzeuge.
Im Sommer 1923 forderten die Händler eine wesentliche optische Veränderung der Fahrzeuge, damit sie anderen Fahrzeugen ähnlicher waren. Wilkinson verließ aus Protest das Unternehmen. J. Frank de Causse wurde neuer Designer. Im März 1925 wurden die ersten von ihm entworfenen Fahrzeuge eingeführt. Nach seinem Tod 1928 wurde Raymond Dietrich neuer Designer.
Das beste Jahr war 1929 mit 14.432 Fahrzeugen. Danach fielen die Zahlen rapide. 1934 entstanden nur noch 360 Fahrzeuge.
Finanzielle Probleme traten auf. Obwohl Herbert Franklin meinte, das Unternehmen sei trotz Schulden noch solvent, sorgten die Banken 1934 für die Auflösung des Unternehmens. Insgesamt entstanden über 150.000 Fahrzeuge in über 30 Jahren. Davon sollen etwa 3700 noch existieren.
Air Cooled Motors Corporation, geleitet von den früheren Franklin-Ingenieuren Carl Doman und Edwards Marks, übernahm das Werk und stellte Motoren für Flugzeuge und Hubschrauber her. Als Franklin Engine Company war dieses Unternehmen bis in die 1970er Jahre aktiv.

## Fahrzeuge
Ein besonderes Merkmal aller Fahrzeuge war die Luftkühlung der Motoren. Franklin war der langlebigste und erfolgreichste US-Fahrzeughersteller mit dieser Technik. Außerdem hatten alle Motoren OHV-Ventilsteuerung.
Das System der Modellnamen wechselte mehrfach. Viele Modelle waren mit verschiedenen Karosserien erhältlich, die der nachstehenden Tabelle zu entnehmen sind.
1902 stand nur ein Modell im Sortiment. Es hatte einen Vierzylindermotor mit 1700 cm³ Hubraum und 10 PS Leistung, der quer im Fahrzeug montiert war. Die Motorleistung wurde über ein Zweigang-Planetengetriebe und eine Kette an die Hinterachse übertragen. Der Rahmen bestand aus Holz. Die Räder waren Drahtspeichenräder. Die Karosserie war ein offener Runabout. Die Federung mit vollelliptischen Federn wurde gelobt und soll für den geringen Reifenverschleiß verantwortlich gewesen sein.
1903 erhielt das Fahrzeug Holzräder. Das Fahrgestell hatte 183 cm Radstand. Der Aufbau war weiterhin ein Runabout.
1904 gab es sechs Typen, die sich in der Motorleistung, dem Radstand und den Aufbauten unterschieden. Type A, Type B und Type F hatten 12 PS Leistung und 208 cm Radstand, während der Type E mit dem gleichen Motor nur 188 cm Radstand hatte. Im Type D mit 254 cm Radstand leistete der Motor 20 PS und im Type C mit 279 cm Radstand 30 PS.
1905 wurden die Motoren nach vorne verlegt. Die Motoren änderten sich nicht. Type A, Type B und Type E hatten nun 203 cm Radstand und Type C 272 cm Radstand. Type D blieb unverändert. Type F entfiel. Ventilatoren zur Motorkühlung waren nun erhältlich.
1906 hatten Type E und Type G den kleinen Motor mit 12 PS Leistung sowie Radstände von 207 cm bzw. 224 cm. Den Type D mit 20 PS gab es sowohl mit 254 cm als auch mit 292 cm Radstand. Neu war der Type H mit einem Sechszylindermotor, der 30 PS leistete. Sein Radstand betrug 290 cm.
1907 standen das Model D mit 20 PS und 267 cm Radstand, das Model G mit 12 PS und 229 cm Radstand sowie das Model H mit 30 PS und 323 cm Radstand im Sortiment.
1908 änderte sich nur die Motorleistung auf 28 PS, 16 PS bzw. 42 PS.
1909 erhielt das Model D 269 cm Radstand. Das Model G leistete nun 18 PS und hatte 232 cm Radstand. Das Model H blieb unverändert.
1910 wurde der Ventilator in das Schwungrad des Motors integriert. Das Model D war nun zusätzlich mit einem längeren Radstand von 283 cm erhältlich. Bei Model G und Model H gab es keine Änderungen. Das neue Model K entsprach weitgehend dem Model G und wurde auch als Taxi eingesetzt.
1911 war das Model G sowohl mit 254 cm als auch mit 274 cm Radstand erhältlich. Das neue Model M hatte ebenfalls 274 cm Radstand, aber einen stärkeren Motor mit 25 PS Leistung. Das Model H hatte nun 48 PS Leistung und wahlweise 320 cm oder 338 cm Radstand. Das Model D war eine Neuentwicklung mit einem Sechszylindermotor, der 38 PS leistete. Der Radstand betrug 312 cm. Das im Vorjahr eingeführte Model K wird nicht genannt.
1912 blieben das Model D und das kurze Model G unverändert. Das lange Model G hatte nun 262 cm Radstand. Außerdem war seine Motorleistung auf 25 PS erhöht worden. Das Model H war nur noch mit dem kurzen Radstand erhältlich. Seine Motorleistung war auf 38 PS reduziert worden. Außerdem gab es das Model K-6 mit 18 PS und 254 cm Radstand als Taxi. Das Model M hatte nun einen Sechszylindermotor mit 30 PS sowie 295 cm Radstand.
1913 entfiel das Model K-6. Das bisherige Model M wurde nun Model M Litte Six genannt. Dies war das letzte Jahr für Vierzylindermodelle.
1914 begann die Ein-Modell-Politik. Das Model Six-30 hatte einen Sechszylindermotor, der mit 31,6 PS angegeben war. Der Radstand betrug 305 cm.
1915 und 1916 gab es keine Änderungen, abgesehen von den Aufbauten.
1917 wurde die Serie 9 eingeführt. Der Motor war nun mit 25,35 PS angegeben. Der Radstand betrug 292 cm.
1918 und 1919 änderten sich wiederum nur die Aufbauten.
1920 wurde daraus die Serie 9-B. Der Radstand blieb unverändert. Der Motor war nun mit 25,3 PS angegeben.
1921 und 1922 war die Motorleistung mit 25 PS angegeben.
1923 stand das Model 10 im Angebot. Seine Daten unterschieden sich nicht vom Vorgängermodell.
1924 wurde daraus das Model 10-B.
1925 sah eine Namensänderung in Model 10-C. Im gleichen Jahr wurden die Versuche  von James Yarian an einem kleineren Modell namens Model Z mit einem Vierzylindermotor aufgegeben.
1926 erschien das Model 11-A, entworfen von de Causse. Franklin gab 32 PS an. Der Radstand maß 302 cm. Auffallend war die Attrappe eines Kühlergrills. Eine besondere Karosserie hatte ein Speedster mit langer, niedriger Karosserie und Bootsheck.
1927 folgte das Model 11-B.
Für 1928 listet die Quelle zwei Airman, benannt nach Charles Lindbergh. 46 PS Motorleistung und 302 cm Radstand waren allerdings identisch. Die Aufbauten und die Preise unterschieden sich. Erst 1928 gab Franklin den bisher immer verwendeten Holzrahmen auf und verwendete einen Stahlrahmen. Erstmals waren Vierradbremsen erhältlich.
1929 wurde das Angebot wieder erweitert. Das Model 130 hatte den bisherigen Motor mit 46 PS sowie ein Fahrgestell mit 305 cm Radstand. Model 135 und Model 137 teilten sich den Motor mit 60 PS, unterschieden sich aber hinsichtlich des Radstands, der mit 318 cm bzw. 335 cm angegeben war.
1930 entfiel das schwache Modell. Bei Model 145 und Model 147 leisteten die Motoren 87 PS. Der Hubraum betrug 4490 cm³. Die Werte für die Radstände entsprachen den Vorjahresmodellen.
1931 wurde daraus die Series 15 mit beiden Radständen sowie die Series 15 De Luxe mit dem langen Radstand. Die Motoren leisteten nun 100 PS.
1932 gab es nur den Airman. 100 PS und 335 cm Radstand sind überliefert.
1933 blieb der Airman unverändert. Als Basismodell wurde der Olympic eingeführt. Fahrgestell und Karosserie lieferte die Reo Motor Car Company und entsprachen dem Reo Flying Cloud. Franklin installierte den eigenen Motor mit 100 PS Leistung, eine andere Motorhaube sowie eigene Embleme auf den Radkappen und an der Stelle am Armaturenbrett, wo der REO eine Wassertemperaturanzeige hatte. Als neues Spitzenmodell erschien der Twelve. Er hatte einen V12-Motor mit 6810 cm³ Hubraum und 150 PS Leistung. Der Radstand betrug 366 cm.
1934 gab es keine Änderungen.

## Modellübersicht
| Jahr | Modell             | Zylinder | Leistung (PS) | Radstand (cm) | Aufbau |
| ---- | ------------------ | -------- | ------------- | ------------- | --- |
| 1902 | Four               | 4        |               |               | Runabout |
| 1903 | Four               | 4        | 10            | 183           | Runabout |
| 1904 | Type A             | 4        | 12            | 208           | Light Runabout 2-sitzig und 4-sitzig |
| 1904 | Type B             | 4        | 12            | 208           | Light Tonneau 4-sitzig |
| 1904 | Type C             | 4        | 30            | 279           | Side Entrance Tonneau 5-sitzig |
| 1904 | Type D             | 4        | 20            | 254           | Light Tourenwagen 5-sitzig |
| 1904 | Type E             | 4        | 12            | 188           | Gentleman’s Runabout |
| 1904 | Type F             | 4        | 12            | 208           | Light Tonneau 4-sitzig |
| 1905 | Type A             | 4        | 12            | 203           | Runabout, Detachable Tonneau |
| 1905 | Type B             | 4        | 12            | 203           | Tourenwagen |
| 1905 | Type C             | 4        | 30            | 272           | Tourenwagen |
| 1905 | Type D             | 4        | 20            | 254           | Tourenwagen |
| 1905 | Type E             | 4        | 12            | 203           | Runabout |
| 1906 | Type D             | 4        | 20            | 254           | Tourenwagen 5-sitzig |
| 1906 | Type D             | 4        | 20            | 292           | Limousine 5-sitzig |
| 1906 | Type E             | 4        | 12            | 207           | Runabout 2-sitzig |
| 1906 | Type G             | 4        | 12            | 224           | Tourenwagen 5-sitzig |
| 1906 | Type H             | 6        | 30            | 290           | Tourenwagen 5-sitzig |
| 1907 | Model D            | 4        | 20            | 267           | Tourenwagen 5-sitzig, Runabout 2-sitzig, Landaulet 5-sitzig |
| 1907 | Model G            | 4        | 12            | 229           | Runabout 2-sitzig, Tourenwagen 4-sitzig |
| 1907 | Model H            | 6        | 30            | 323           | Tourenwagen 7-sitzig, Runabout 2-sitzig, Limousine 5-sitzig |
| 1908 | Model D            | 4        | 28            | 267           | Tourenwagen, Surrey-Seat Runabout, Landaulet |
| 1908 | Model G            | 4        | 16            | 229           | Tourenwagen, Runabout, Brougham, Landaulet |
| 1908 | Model H            | 6        | 42            | 323           | Tourenwagen, Limousine, Runabout |
| 1909 | Model D            | 4        | 28            | 269           | Tourenwagen 5-sitzig, Cape Top Tourenwagen 5-sitzig, Runabout Single Rumble, Runabout Double Rumble, Landaulet |
| 1909 | Model G            | 4        | 18            | 232           | Tourenwagen 4-sitzig, Cape Top Tourenwagen 4-sitzig, Brougham, Landaulet |
| 1909 | Model H            | 6        | 42            | 323           | Tourenwagen 7-sitzig, Cape Top Tourenwagen 7-sitzig, Limousine |
| 1910 | Model D            | 4        | 28            | 269           | Tourenwagen 5-sitzig, Surrey 4-sitzig |
| 1910 | Model D            | 4        | 28            | 283           | Limousine 6-sitzig, Landaulet 6-sitzig |
| 1910 | Model G            | 4        | 18            | 232           | Tourenwagen 5-sitzig, Runabout 2-sitzig und 4-sitzig |
| 1910 | Model H            | 6        | 42            | 323           | Tourenwagen 7-sitzig, Surrey 4-sitzig, Limousine 7-sitzig |
| 1910 | Model K            | 4        | 18            | 232           | Town Car, Taxicab |
| 1911 | Model D            | 6        | 38            | 312           | Torpedo Phaeton 4-sitzig, Tourenwagen 5-sitzig, Limousine 6-sitzig, Landaulet 6-sitzig |
| 1911 | Model G            | 4        | 18            | 254           | Tourenwagen 5-sitzig |
| 1911 | Model G            | 4        | 18            | 274           | Torpedo Phaeton |
| 1911 | Model H            | 6        | 48            | 320           | Torpedo Phaeton |
| 1911 | Model H            | 6        | 48            | 338           | Tourenwagen 7-sitzig |
| 1911 | Model M            | 4        | 25            | 274           | Tourenwagen 5-sitzig, Limousine 7-sitzig, Landaulet 7-sitzig |
| 1912 | Model D            | 6        | 38            | 312           | Tourenwagen, Top Phaeton |
| 1912 | Model G            | 4        | 18            | 254           | Runabout |
| 1912 | Model G            | 4        | 25            | 262           | Tourenwagen |
| 1912 | Model H            | 6        | 38            | 320           | Tourenwagen, Limousine |
| 1912 | Model K-6          | 4        | 18            | 254           | Taxicab |
| 1912 | Model M            | 6        | 30            | 295           | Tourenwagen, Torpedo Phaeton, Roadster |
| 1913 | Model D            | 6        | 38            | 312           | Tourenwagen 5-sitzig, Torpedo Phaeton 4-sitzig |
| 1913 | Model G            | 4        | 18            | 254           | Runabout 2-sitzig |
| 1913 | Model G            | 4        | 25            | 262           | Tourenwagen 5-sitzig |
| 1913 | Model H            | 4        | 38            | 320           | Tourenwagen 7-sitzig, Limousine 7-sitzig |
| 1913 | Model M Little Six | 6        | 30            | 295           | Tourenwagen 5-sitzig, Victoria 2-sitzig |
| 1914 | Model Six-30       | 6        | 31,6          | 305           | Tourenwagen 5-sitzig, Roadster, Coupé, Limousine |
| 1915 | Model Six-30       | 6        | 31,6          | 305           | Roadster 2-sitzig, Tourenwagen 5-sitzig, Coupé, Limousine |
| 1916 | Model Six-30       | 6        | 31,6          | 305           | Tourenwagen 5-sitzig, Roadster 3-sitzig, Limousine 5-sitzig und 7-sitzig, Doctor’s Car 4-sitzig |
| 1917 | Series 9           | 6        | 25,35         | 292           | Tourenwagen 5-sitzig, Roadster 4-sitzig, Runabout 2-sitzig, Limousine 5-sitzig und 7-sitzig, Town Car 7-sitzig, Brougham 4-sitzig, Cabriolet 4-sitzig                                                                                                  |
| 1918 | Series 9           | 6        | 25,35         | 292           | Tourenwagen 5-sitzig, Roadster 2-sitzig und 4-sitzig, Limousine, Brougham, Town Car, Cabriolet |
| 1919 | Series 9           | 6        | 25,35         | 292           | Tourenwagen 5-sitzig, Runabout, Roadster 4-sitzig, Brougham, Limousine |
| 1920 | Series 9-B         | 6        | 25,3          | 292           | Tourenwagen 5-sitzig, Roadster 2-sitzig und 4-sitzig, Limousine 5-sitzig, Brougham 4-sitzig |
| 1921 | Series 9-B         | 6        | 25            | 292           | Runabout 2-sitzig, Roadster 4-sitzig, Tourenwagen 5-sitzig, Convertible Roadster 2-sitzig, Convertible Tourenwagen 5-sitzig, Brougham 4-sitzig, Limousine 5-sitzig                                                                                     |
| 1922 | Series 9-B         | 6        | 25            | 292           | Roadster 2-sitzig, Tourenwagen 5-sitzig, Demi Coupé 2-sitzig und 5-sitzig, Brougham 4-sitzig, Limousine 5-sitzig |
| 1923 | Model 10           | 6        | 25            | 292           | Tourenwagen 5-sitzig, Roadster 2-sitzig, Demi Limousine 5-sitzig, Brougham 4-sitzig, Coupé 4-sitzig, Limousine 5-sitzig, Touren-Limousine 5-sitzig |
| 1924 | Model 10-B         | 6        | 25            | 292           | Tourenwagen 5-sitzig, Demi Limousine 5-sitzig, Coupé 4-sitzig, Brougham 5-sitzig, Limousine 5-sitzig, Touren-Limousine |
| 1925 | Model 10-C         | 6        | 32            | 292           | Tourenwagen 5-sitzig, Demi Limousine 5-sitzig, Coupé 4-sitzig, Brougham 4-sitzig, Limousine 5-sitzig |
| 1926 | Model 11-A         | 6        | 32            | 302           | Limousine 5-sitzig, Sport Limousine 5-sitzig, Coupé 4-sitzig, Enclosed Dr Limousine 5-sitzig, Cabriolet 5-sitzig, Tourenwagen 5-sitzig, Sport Runabout 2-sitzig, Coupé Rumble 5-sitzig                                                                 |
| 1927 | Model 11-B         | 6        | 32            | 302           | Victoria 4-sitzig, Sport Coupé 2-sitzig, Tandem Sport 4-sitzig, Limousine 5-sitzig, Sport Limousine 5-sitzig, Coupé 3-sitzig, Enclosed Dr Limousine 5-sitzig, Cabriolet 5-sitzig, Tourenwagen 5-sitzig, Sport Runabout 2-sitzig, Coupé Rumble 5-sitzig |
| 1928 | Airman             | 6        | 46            | 302           | Coupé 3-sitzig, Victoria 4-sitzig, Limousine 5-sitzig, Oxford Limousine 5-sitzig, Sport Limousine 5-sitzig, Cabriolet 3-sitzig und 5-sitzig |
| 1928 | Airman             | 6        | 46            | 302           | Sport Runabout, Sport Tourenwagen, Limousine 7-sitzig, Oxford Limousine, Tourenwagen 7-sitzig |
| 1929 | Model 130          | 6        | 46            | 305           | Coupé 3-sitzig und 5-sitzig, Limousine 5-sitzig |
| 1929 | Model 135          | 6        | 60            | 318           | Coupé 3-sitzig, Limousine 5-sitzig, Cabriolet 3-sitzig und 5-sitzig, Victoria Brougham 4-sitzig, Oxford Limousine, Sport Limousine 5-sitzig |
| 1929 | Model 137          | 6        | 60            | 335           | Sport Tourenwagen 5-sitzig, Sport Runabout 4-sitzig, Tourenwagen 7-sitzig, Limousine 7-sitzig, Oxford Limousine 7-sitzig |
| 1930 | Model 145          | 6        | 87            | 318           | Limousine, Coupé, Club Limousine, Limousine de Luxe, Victoria Brougham, Cabriolet, Touren-Limousine, Pursuit |
| 1930 | Model 147          | 6        | 87            | 335           | Roadster, Pirate Tourenwagen, Pirate Phaeton, Limousine 5-sitzig und 7-sitzig, Speedster, Convertible Speedster, Deauville Limousine, Town Car, Cabriolet, Cabriolimousine                                                                             |
| 1931 | Series 15          | 6        | 100           | 318           | Pursuit, Limousine 5-sitzig, Coupé, Oxford Limousine, Victoria Brougham, Cabriolet, Stadtlimousine |
| 1931 | Series 15          | 6        | 100           | 335           | Roadster, Limousine 7-sitzig, Sport Limousine |
| 1931 | Series 15 De Luxe  | 6        | 100           | 335           | Tourenwagen 5-sitzig und 7-sitzig, Speedster, Limousine 5-sitzig und 7-sitzig, Club Limousine, Cabriolet, Stadtlimousine |
| 1932 | Airman             | 6        | 100           | 335           | Speedster, Limousine 5-sitzig und 7-sitzig, Coupé, Club Limousine, Victoria Brougham, Cabriolet, Limousine Oxford |
| 1933 | Olympic            | 6        | 100           | 300           | Limousine 5-sitzig, Coupé 4-sitzig, Cabriolet 4-sitzig |
| 1933 | Airman             | 6        | 100           | 335           | Speedster 4-sitzig, Limousine 5-sitzig und 7-sitzig, Coupé 5-sitzig, Club Limousine 5-sitzig, Victoria Brougham, Oxford Limousine 6-sitzig |
| 1933 | Twelve             | 12       | 150           | 366           | Limousine 5-sitzig und 7-sitzig, Club Brougham 5-sitzig |
| 1934 | Olympic            | 6        | 100           | 300           | Limousine, Coupé, Cabriolet |
| 1934 | Airman             | 6        | 100           | 335           | Limousine, Club Limousine, Oxford Limousine |
| 1934 | Twelve             | 12       | 150           | 366           | Limousine, Club Brougham |

Quelle:

## Produktionszahlen
| Jahr  | Produktionszahl |
| ----- | --------------- |
| 1902  | 13              |
| 1903  | 224             |
| 1904  | 400             |
| 1905  | 1.500           |
| 1906  | 2.100           |
| 1907  | 2.400           |
| 1908  | 1.895           |
| 1909  | 2.142           |
| 1910  | 2.357           |
| 1911  | 1.654           |
| 1912  | 1.508           |
| 1913  | 1.782           |
| 1914  | 1.984           |
| 1915  | 3.217           |
| 1916  | 3.817           |
| 1917  | 8.985           |
| 1918  | 6.689           |
| 1919  | 9.334           |
| 1920  | 10.552          |
| 1921  | 8.536           |
| 1922  | 8.052           |
| 1923  | 10.130          |
| 1924  | 6.075           |
| 1925  | 8.595           |
| 1926  | 7.606           |
| 1927  | 8.103           |
| 1928  | 7.770           |
| 1929  | 14.432          |
| 1930  | 6.043           |
| 1931  | 2.851           |
| 1932  | 1.905           |
| 1933  | 1.011           |
| 1934  | 360             |
| Summe | 154.022         |

Quelle: